# Ungarischer Unabhängigkeitskrieg

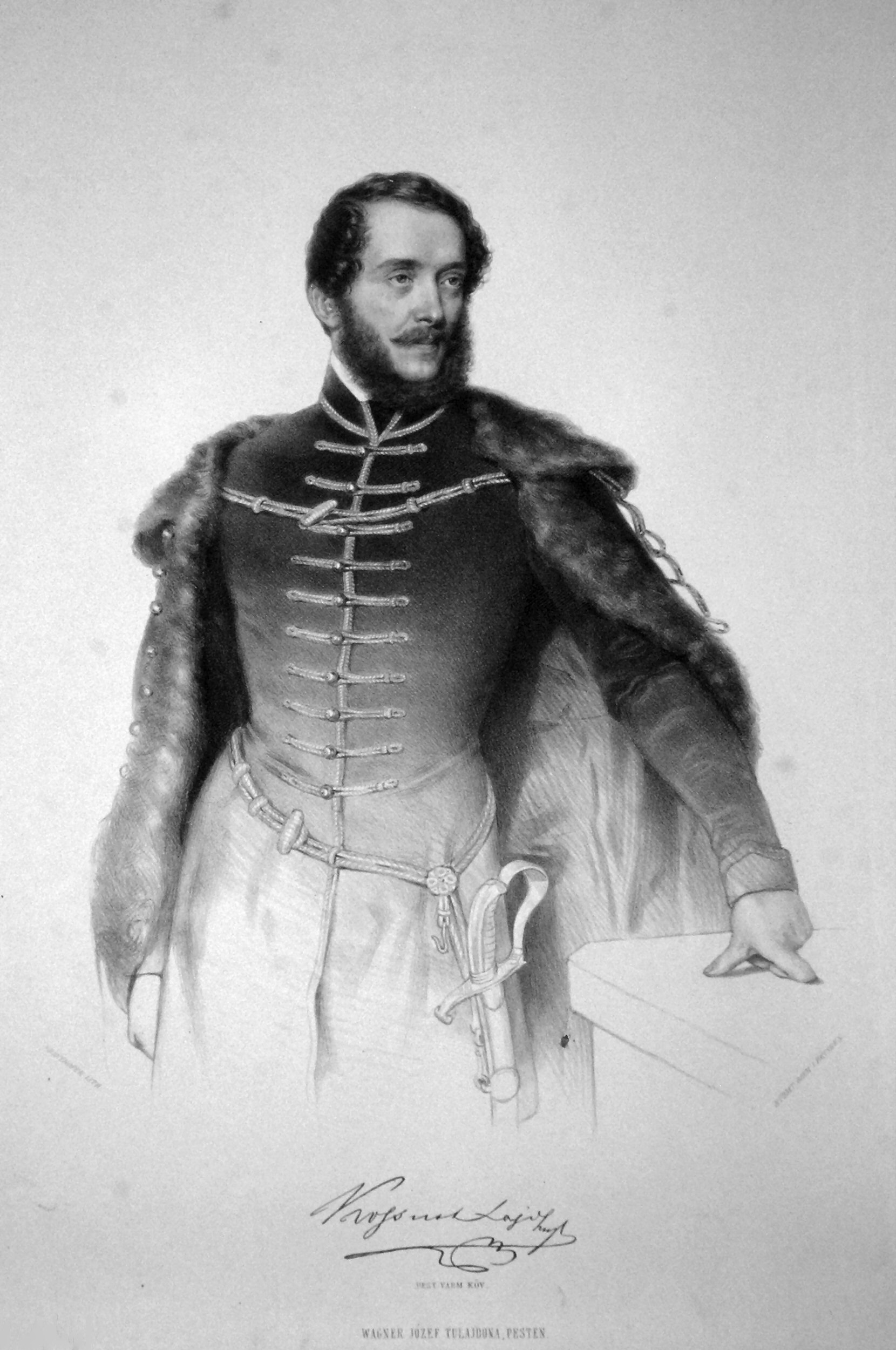
Lajos Kossuth, Führer der ungarischen Unabhängigkeitsbewegung, Lithographie von August Prinzhofer, 1848

Die am 15. März 1848 ausgebrochene Revolution in Ungarn entwickelte sich ab Oktober 1848 zum Unabhängigkeitskrieg Ungarns gegen die Vorherrschaft der österreichischen Habsburger. Die militärischen Erfolge waren in der ersten Hälfte des Krieges für die beiden Kontrahenten äußerst wechselhaft. Die Verdopplung der gegnerischen Truppenzahl ab Mai 1849, hervorgerufen durch das Eingreifen der russischen Armee auf Seiten der Österreicher, führte die gut geführte Honved-Armee schließlich zur Niederlage. Als Folge der ungarischen Kapitulation im August 1849 kam es von Seiten der Sieger zu harten Repressalien, die Niederlage in diesem Krieg wurde zum nationalen Trauma der Ungarn.
Pákozd –
Schwechat –
Kaschau –
Mór –
Hermannstadt –
Vízakna (Salzburg) –
Piski –
Mediasch –
Kápolna –
Hatvan –
Tápió Bicske –
Isaszeg –
Waitzen I –
Nagy-Salló –
Komorn I –
Mocsa –
Kács –
Pered –
Raab –
 Ács (Komorn II) –
Komorn III –
Hegyes –
Waitzen II –
Tura –
Segesvár –
Debreczin –
Szőreg –
Temesvár
Arad –
Deva –
Esseg –
Karlsburg –
Komorn IV –
Leopoldov –
Ofen –
Peterwardein –
Temesvár

## Die März-Revolution und ihre Folgen
Zu Beginn der Märzrevolution 1848 im Kaiserreich Österreich forderte Lajos Kossuth in einer am 3. März 1848 verfassten Rede die konstitutionelle Umwandlung der Monarchie sowie Verfassungen für die österreichischen Länder. Diese Rede wurde in der Ständeversammlung in Wien von Adolf Fischhof verlesen. Der Versuch, eine Petition an Kaiser Ferdinand I. zu überbringen, entwickelte sich zu einem regelrechten Demonstrationszug; der Feuerbefehl von Erzherzog Albrecht forderte die ersten Todesopfer. Am 13. März 1848 brach in Wien eine Revolution gegen das Überwachungssystem des Fürst von Metternich aus. Kaiser Ferdinand I. musste vor diesem Druck seinen Kanzler abberufen und versprach eine Verfassung.
Am 15. März 1848 folgten auch in Pest und Buda (Ofen) Massendemonstrationen. Eine bestehende ständische Versammlung mit Sitz in Pressburg sollte in eine parlamentarische Vertretung umgewandelt und in Ungarn eine eigenständige Regierung eingesetzt werden. Eine gewaltlose Massendemonstration hatte den kaiserlichen Gouverneur Palatin Erzherzog Stephan dazu gezwungen, die Bedingungen der ungarischen Revolutionäre zu akzeptieren, in denen unter anderem Pressefreiheit, die Aufhebung von Zensur und Frondienst gefordert wurden. Lajos Batthyány wurde zum ersten ungarischen Ministerpräsidenten gewählt, Istvan Széchenyi wurde Verkehrsminister, der radikalere Lajos Kossuth wurde Finanzminister und Vorsitzender eines neu gebildeten Verteidigungsausschusses.
Ferdinand V. durfte sich weiterhin König von Ungarn nennen, musste aber am 11. April im Primatialpalais von Pressburg die neuen Gesetze unterzeichnen. Die neue Regierung verabschiedete umfassende Staatsreformen, die so genannten April- oder auch Märzgesetze, die die Schaffung eines demokratischen Staates in Ungarn zum Ziel hatten. Als die neue Regierung ihre Tätigkeit aufnahm, entstand aber gleichzeitig eine starke panslawistische Bewegung, die letztlich eine Loslösung der slawischen Landesteile vom Königreich Ungarn anstrebte.

### Erhebung der Kroaten

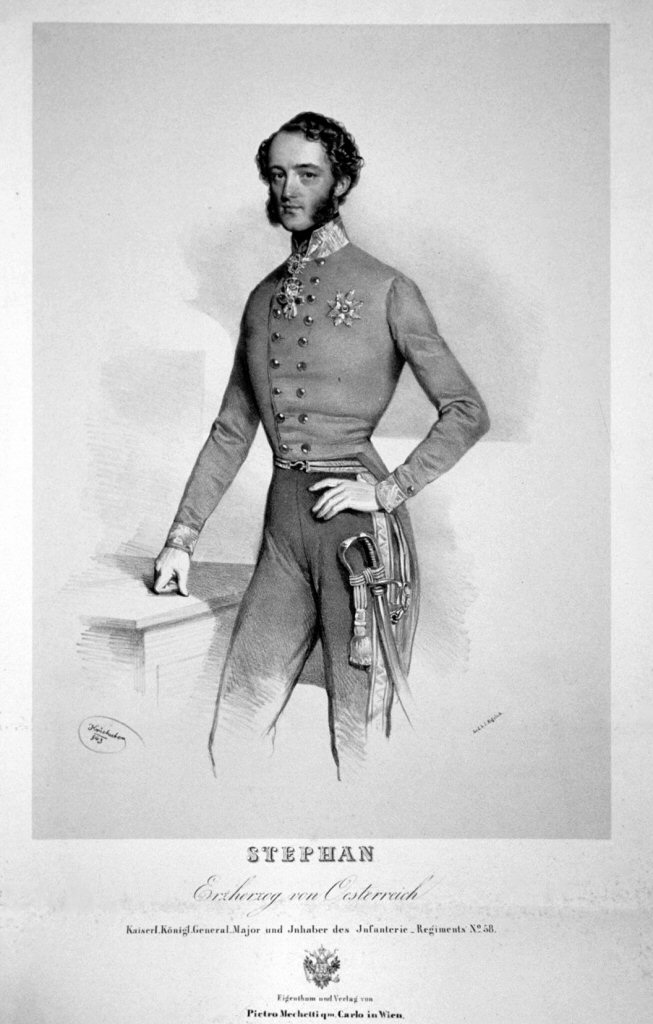
Erzherzog Stephan, Lithographie von Josef Kriehuber

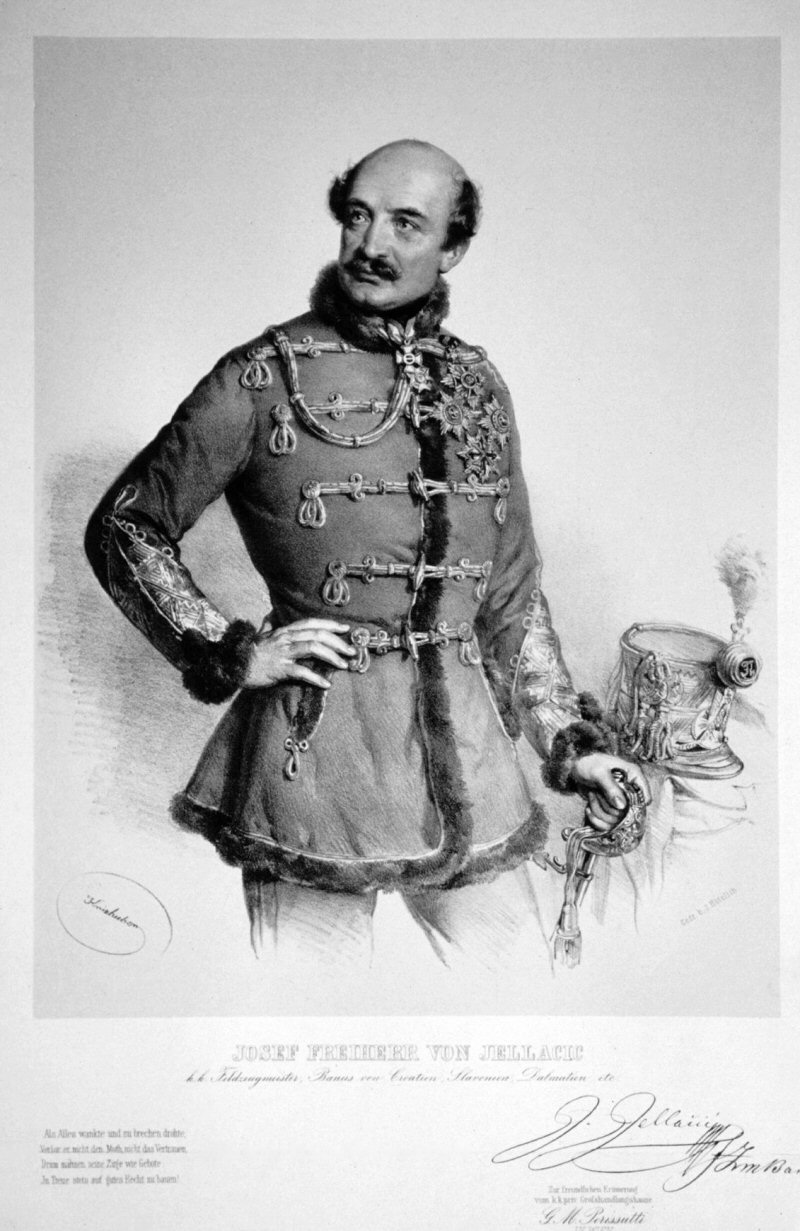
Der Banus Josip Jelačić, Lithographie nach Kriehuber

Kroatien, das bis dahin einen Teil des Königreiches Ungarn bildete, wies die Magyarisierungspolitik der ungarischen Revolution entschieden zurück und gab den Auftrag, entsprechend dagegen vorzugehen. In dem sich anbahnenden Konflikt zwischen den nationalen Interessen der Serben im Banat und der Batschka, sowie mit den Deutschen und Rumänen in Siebenbürgen sahen die ungarischen Radikalen in Pest die Gelegenheit, die Landwehr zu mobilisieren und eine eigene Armee aufzustellen. Noch im März 1848 wurde General Joseph Jelačić von den Kroaten zum Banus und Oberkommandierenden gewählt. Dieser begab sich zwecks Anerkennung zu dem nach Innsbruck übersiedelten Kaiser, lehnte jedoch als Banus und aufgrund der veränderten Verhältnisse Ungarns zu Österreich den Eid ab. Am 19. April 1848 erklärte der zum Feldmarschallleutnant beförderte Jelačić seine Loyalität gegenüber Kaiser Ferdinand und beendete die Union Kroatiens mit Ungarn. Die Wiener Regierung schwankte in ihrer Haltung zu Kroatien und Ungarn und lehnte eine Trennung Kroatiens von Ungarn zunächst ab. In der Festung Peterwardein kommandierte FML Hrabovszky von Hrabova (1779–1852) als Kommandierender General von Slavonien, Mitte 1848 ging er nach Pest ab und wurde zum Kommandierenden General von Ungarn ernannt. FML Jelačić hatte sich auch von der in Wien gärenden revolutionären Stimmung überzeugt und kehrte nach Kroatien zurück. Er konnte sich beim Konflikt mit den Ungarn mit auf die Unterstützung der Mehrheit der kroatischen, serbischen, slowakischen und rumänischen Landbevölkerung stützen. Nachdem Jelačić die Rückreise nach Agram antrat, wo seine Anwesenheit dringend nötig war, erfuhr er während der Fahrt auf der Station Lienz aus Zeitungen, dass er durch ein kaiserliches Manifest vom 10. Juni wieder aller seiner Ehren und Würden verlustig gegangen war.
Im überschwänglichen Nationalgefühl führten die Magyaren jetzt Kriege gegen die Nicht-Magyaren in ihrem Königreich: ab Juni 1848 gegen die Serben, dann auch gegen die Kroaten, Rumänen, Slowaken, Ruthenen und Siebenbürger Sachsen. In einem Dreifrontenkrieg (gegen Jelačićs kroatische Truppen, im Banat und in Siebenbürgen) sahen die ungarischen Radikalen in Pest eine gute Gelegenheit, ihre volle nationale Souveränität herzustellen.
Die Kroaten stellten zur Sicherung ihres Territoriums eine etwa 80.000 Mann starke eigene Armee auf, ohne die Genehmigung der ungarischen Nationalversammlung zu erbitten. Serbische und bosnische Freischärler bedrohten gleichzeitig die ungarische Südgrenze. Am 11. Juni hielt Kossuth im ungarischen Abgeordnetenhaus eine perfekt inszenierte Rede, in der er zum Schutz der Eigenständigkeit Ungarns die Bereitstellung von 180.000 Soldaten und 42 Millionen Forint Budget durchsetzte. Da sich auch in Wien wieder revolutionäre Geschehnisse abspielten, musste Österreich zunächst die neue ungarische Regierung dulden. Nachdem aber die erste Phase der Revolution in Wien unterdrückt werden konnte, verweigerte sie der neuen Regierung ihre Akzeptanz.
Die neue ungarische Regierung ersuchte mehrere Monate lang, bei den Habsburgern Unterstützung gegen den antiungarisch gesinnten Ban von Kroatien zu erhalten, und war sogar bereit, ungarische Truppen gegen den Aufstand der Italiener nach Oberitalien abzusenden. Ende August untersagte aber die kaiserliche Regierung in Wien, den Aufbau einer eigenen ungarischen Armee weiter fortzuführen. Auch die Vermittlungsversuche zwischen Ungarn und Kroatien scheiterten. Jelačić begann daraufhin ohne offiziellen Befehl mit militärischen Aktionen gegen die ungarische Regierung.

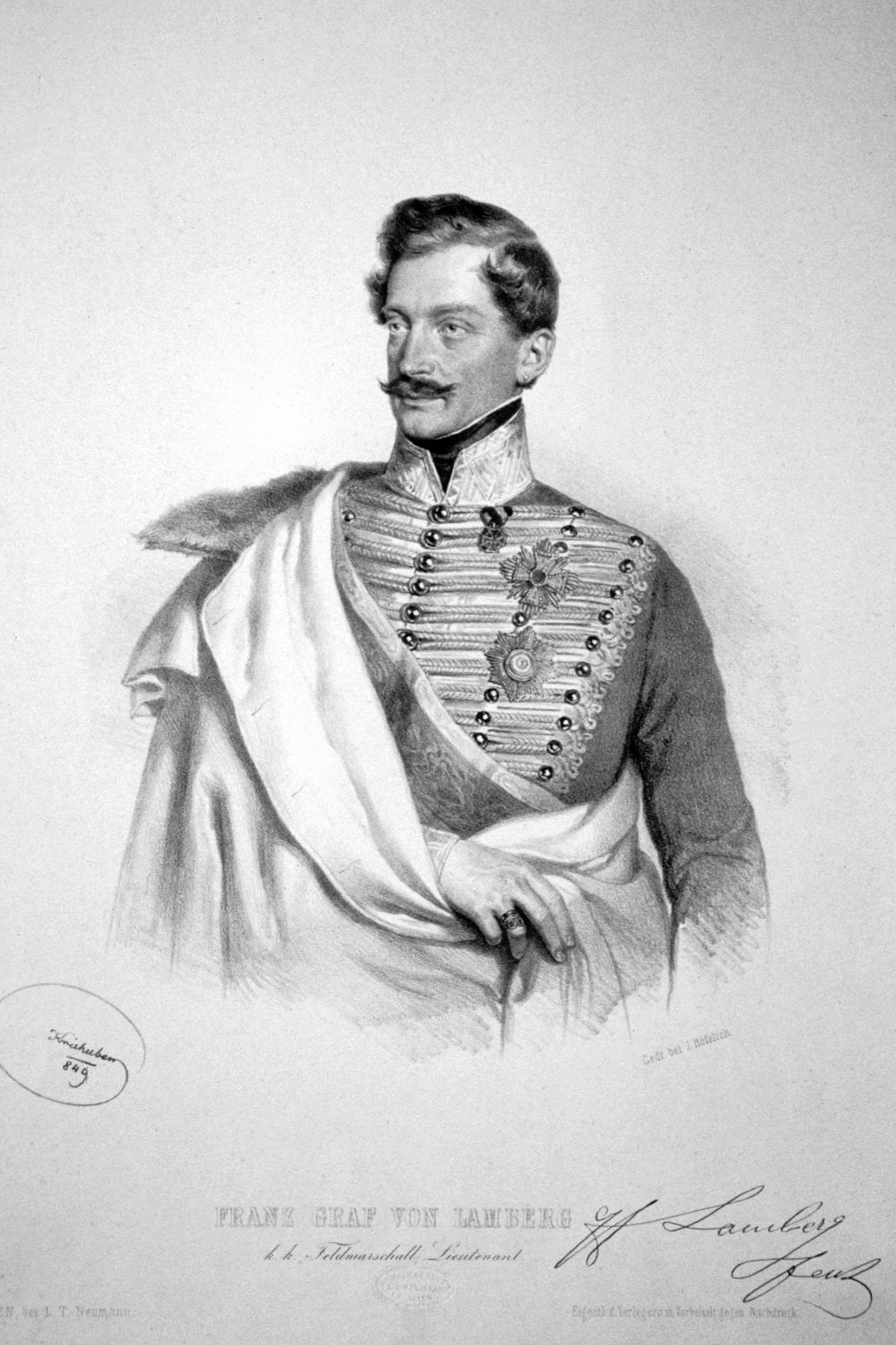
Philipp Graf von Lamberg, Lithographie von Joseph Kriehuber

Da die Wirren in den einzelnen Kronländern mit jedem Tage zunahmen, überschritt Jelačić am 11. September 1848 mit 45.000 Mann bei Warazdin die Drau, eine zweite Kolonne unter Befehl des Generalmajor Roth mit weiteren 10.000 Mann des slawonischen Aufgebotes den unteren Flussabschnitt. Der ungarische Reichstag forderte den Palatin Erzherzog Stephan auf, sich den Kroaten an der Spitze des ungarischen Heeres entgegenzustellen. Die ungarische Regierung machte im September im Einvernehmen mit dem Palatin gegenüber den Radikalen weitere Zugeständnisse, um die Geschehnisse nicht in gewalttätige Konfrontationen ausarten zu lassen.
Am 12. September löste Lajos Kossuth den liberalen ungarischen Ministerpräsidenten Batthyány ab. Die Stellung des Palatins wurde jetzt sowohl bei der neuen nationalen Regierung als auch gegenüber der österreichischen Regierung unhaltbar. Erzherzog Stephan versuchte noch mit dem kroatischen Banus am Plattensee zu verhandeln; das Treffen scheiterte aber wegen beidseitigen Misstrauens. Am 24. September 1848 entsagte Stephan seinem Palatinat und flüchtete nach Wien. Der Palatin erreichte aber beim Kaiser die Bestellung seiner Nachfolger: Graf Georg Mailath (1786–1861) wurde zum Statthalter und Graf Franz Philipp von Lamberg zum neuen Oberkommandanten aller Streitkräfte in Ungarn ernannt. Graf Lamberg hatte sich zunächst nach Ofen zum neu ernannten Stadtkommandanten General Hrabowsky begeben und überbrachte ein kaiserliches Manifest vom 22. September, in dem Ferdinand die Aushebung von Rekruten zum Kampf gegen die kroatisch-slowenischen Verbände untersagte. Premierminister Batthyany unterstützte den in Ungarn geborenen und mit den dortigen Verhältnissen wohlvertrauten Graf Lamberg und suchte den Ausgleich mit den Kroaten. Kossuth widersetzte sich dieser Politik energisch und wiegelte das Volk dagegen auf. Es kam zum Bruch zwischen Wien und Pest, als Feldmarschall Graf Lamberg am 25. September den Oberbefehl über alle Truppen in Ungarn (einschließlich jener unter dem Befehl Jelačićs) antrat.
Nachdem auf Graf Lamberg an der Schiffsbrücke in Pest ein tödlicher Anschlag verübt worden war, befahl der kaiserliche Hof die Auflösung der ungarischen Regierung. Ein folgendes Manifest des österreichischen Kaisers erklärte den ungarischen Reichstag für aufgelöst, verhängte über Ungarn das Kriegsrecht und übertrug jetzt dem neu ernannten Banus Jelačić den Befehl über alle ungarischen Landestruppen. Der Krieg zwischen Österreich und Ungarn begann damit offiziell am 3. Oktober 1848.

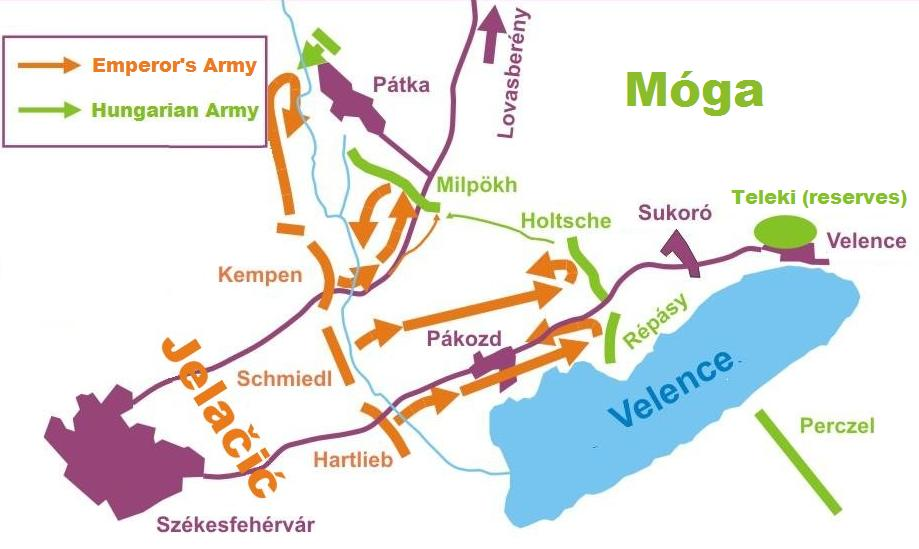
Schlacht von Pákozd am 29. September 1848

Ende September war General János Móga (1784–1861) zum Oberbefehlshaber der ungarischen Donauarmee ernannt worden. Die kroatischen Kontingente unter Jelačić waren Ende September über Stuhlweißenburg im Anmarsch auf Pest.

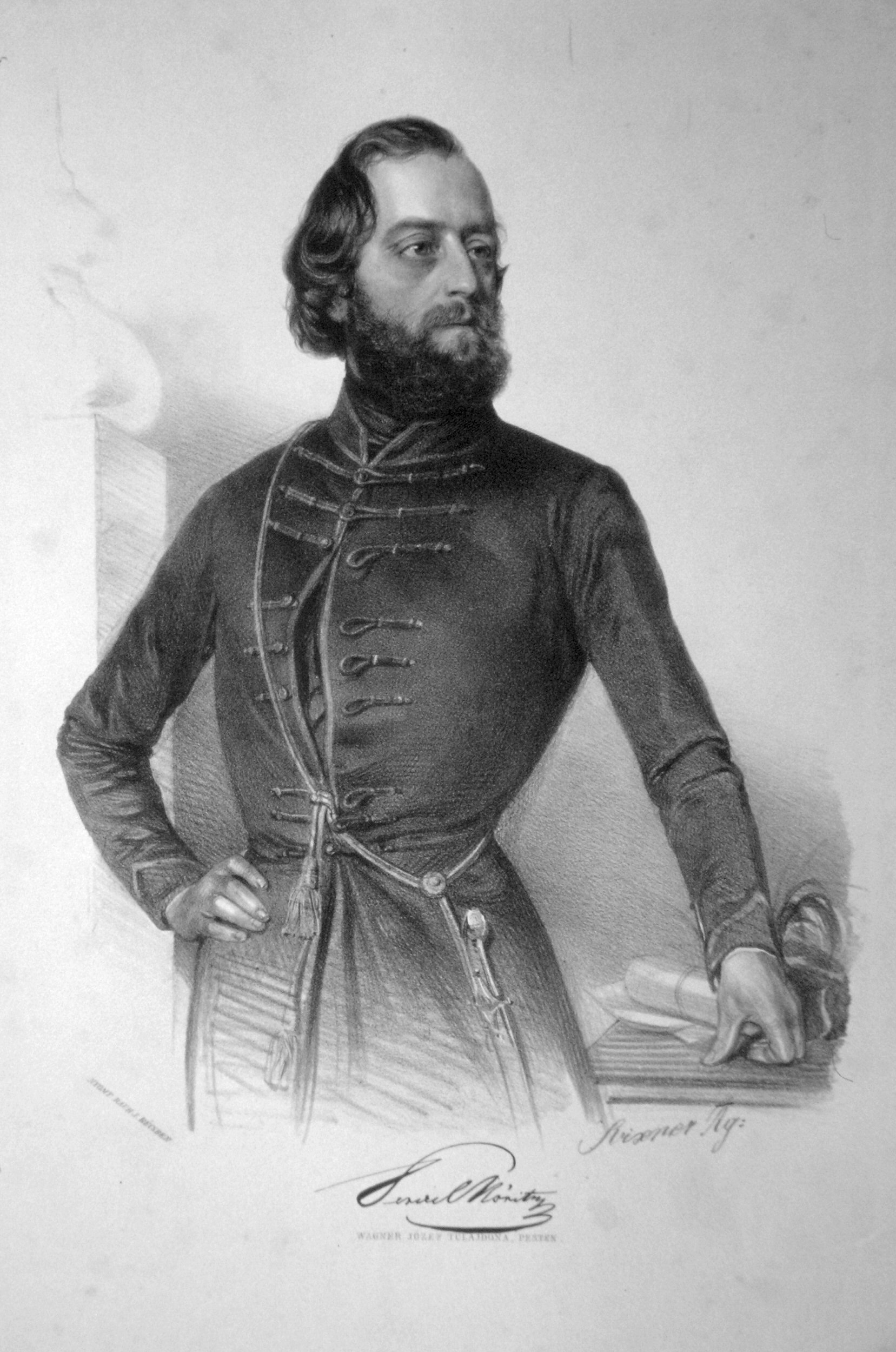
Moritz Perczel, Lithographie von August Strixner, um 1848

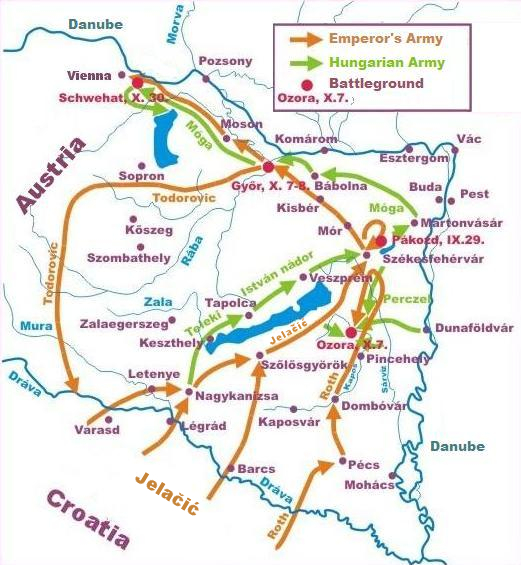
Der Feldzug des Banus Jelačić

In der Schlacht von Pákozd am Velencer See kam es am 29. September südwestlich von Ofen zu einem mehrstündigen unentschiedenen Gefecht der ungarischen Insurgenten mit Jelačić, die mit dem Abschluss eines dreitägigen Waffenstillstandes endete. Eine ungarische Brigade unter General Artur Görgey wurde gegen den Anmarsch des Banus Jelačić zur Insel Csepel gesandt und vereinigte sich mit dem Korps des Obersten Perczel (1811–1899). Gemeinsam zwangen sie am 7. Oktober die kaiserliche Truppen unter Generalmajor Roth bei Ozora zur Kapitulation.

### Wiener Oktoberaufstand
Als Aufständische in Wien eine Kaserne angriffen, deren Besatzung zur Unterstützung der kroatischen Truppen vorgesehen war, kam es dort zum Oktoberaufstand. In Ungarisch-Altenburg angekommen, erhielt Jelačić am 6. Oktober Nachricht von der Ermordung des Kriegsministers Theodor von Baillet-Latour durch die aufständischen Wiener. Jelačić nahm den vorläufigen Waffenstillstand mit den Ungarn an und rückte sofort nach Wien weiter. Die Hälfte seiner Truppen, 14.000 Mann unter FML Thodorovich sandte er aber vorsorglich zum Schutze Kroatiens längs der steirischen Grenze in die Heimat zurück.
Die blutigen Vorgänge des 6. Oktober in Wien hatten auch in Prag eine allgemeine Entrüstung hervorgerufen. Als Stadtkommandant von Prag hatte Fürst Alfred zu Windischgrätz bereits die Niederschlagung des Pfingstaufstands 1848 in Prag (bei dem seine Frau getötet wurde) erfolgreich unterdrückt. Auf seinen Befehl rückten jetzt aus Böhmen zwei Korps nach Wien, um dem bedrängten Kaiser beizustehen und die dortige Revolte niederzuschlagen. Bis zum 9. Oktober hatte Windischgrätz die Eisenbahnlinie zwischen Prag und Lundenburg in seine Hand bekommen und dadurch den Transport und Nachschub seiner Truppen gesichert. Am 10. Oktober erreichten auch die kroatischen Vorposten des Banus Jelačić die Laaer Berge bei Wien, am 12. erfolgte die Vereinigung mit den regulären Truppen Wiens unter FML Graf Maximilian von Auersperg.

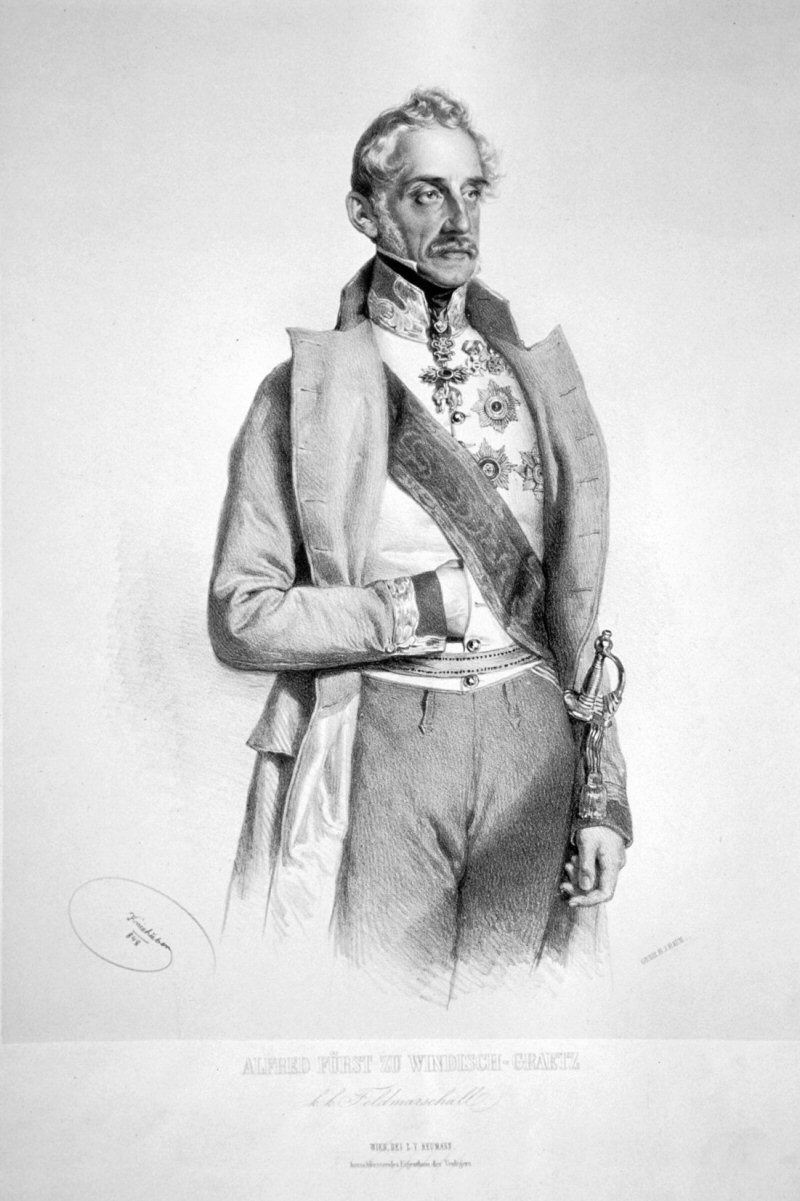
Alfred Fürst zu Windisch-Grätz, Feldmarschall, Lithographie von Joseph Kriehuber 1848

Am 15. Oktober wurde Fürst Windischgräetz zum Feldmarschall und Oberkommandanten aller außerhalb Italiens stehenden k. k. Truppen ernannt. Am 19. Oktober verlegte der Fürst sein Hauptquartier von Olmütz nach Lundenburg, drei Tage später nach Stammersdorf, wo sich seine Armee versammelte. Andere Truppenteile waren bei Krems über die Donau gegangen und trafen vom Westen her in Wien ein. Am 22. Oktober war die Einschließung Wiens erreicht, das unter dem Banus stehende I. Korps der Kroaten war von Kaiser-Ebersdorf bis gegen Himberg aufgestellt, um die Abschließung der St. Marxer Linie zu bewirken. Der Fürst traf am 24. in seinem Hauptquartier zu Hetzendorf ein. Der Banus empfing nun alle weiteren Befehle direkt vom Fürsten Windischgrätz. Am 24. Oktober war die Brigittenau besetzt, bis zum 27. waren die Truppen der Division des FML Ramberg aus der Au gegen den Prater vorgerückt. Seit dem 14. Oktober war auch der in ungarischen Dienst eingetretene polnische General Jozef Bem in Wien erschienen, um auf Seiten der Aufständischen die Organisation der Verteidigung zu übernehmen. Er beteiligte sich persönlich an mehreren Gefechten, insbesondere am Ausfall vom 25. Oktober. Der 28. Oktober brach an, Feldmarschall Windischgrätz setzte die Bombardierung fort und kommandierte vom Laaerberg aus den Angriff auf die inneren Stadtteile.
Mittlerweile hatte das Heer der ungarischen Insurgenten am 28. Oktober die Leitha, am 29. die Fischa passiert. Gegen Abend des 29. Oktober gewahrte man von kaiserlicher Seite die ungarischen Kolonnen unter Oberbefehl von General Móga zu beiden Seiten der von Schwadorf nach Schwechat führenden Straße, wo sie auf der Höhe Aufstellung nahmen. Am 30. Oktober gegen 9 Uhr vormittags hatten die Ungarn die Stellungen des Banus bei Mannswörth erreicht und den Kampf mit heftigem Geschützfeuer eröffnet. Die Stärke der Ungarn in der folgenden Schlacht bei Schwechat betrug etwa 23.500 Mann und 71 Geschütze. Erst gegen Abend konnte der Banus durch das Eingreifen einer Brigade unter General Zeisberg den Angriff der Gegner zurückwerfen.
Am 30. Oktober verkündete man bei den Aufständischen in der Stadt den scheinbaren Sieg der Ungarn bei Schwechat; der Oberkommandant der revoltierenden Nationalgarde, Wenzel Messenhauser, brach den eingegangenen Waffenstillstand und eröffnete die Feindseligkeiten von Neuem. Die Antwort von Windischgrätz war ein starkes Bombardement gegen die Vorstädte Mariahilf, Gumpendorf und Wieden, das ihn am 31. Oktober vollständig in den Besitz der Hauptstadt brachte. Windischgrätz hatte sich inzwischen auf 33 Bataillone, 52 Eskadronen und 198 Geschütze verstärkt. Nachdem die kaiserlichen Truppen die Hauptstadt Wien bis zum 31. Oktober wieder unter ihre Kontrolle gebracht hatten, wurde die Hauptarmee jetzt nach Ungarn gesandt, um die letzte Bedrohung des Kaiserreichs zu eliminieren. Nach der Niederlage bei Schwechat wurde der unterlegene General Móga, der Oberbefehlshaber am 15. November durch den fähigeren Brigadier Görgey ersetzt, der gleichzeitig zum General befördert wurde.

## Der Winterfeldzug 1848/49
Am 2. Dezember hatte der junge Erzherzog Franz Joseph im Reichstag von Kremsier die Nachfolge seines Onkels Kaiser Ferdinand angetreten und drängte nach der Beratung mit seinem Ministerpräsidenten Fürst Felix zu Schwarzenberg zu militärischen Aktionen gegen die Ungarn. Windischgrätz leitete am 15. Dezember 1848 seinen Gegenangriff ein, um die Ergebnisse der ungarischen Revolution vom 15. März zurückzubauen. Im Raum Wien formierte sich seine Hauptarmee in drei Korps: das I. Korps unter Jelačić, das II. Korps führte FML Ladislaus von Wrbna-Freudenthal und das 1. Reserve-Korps Graf Ferdinand Serbelloni, etwa 37.500 Mann und 6000 Reiter, dazu 800 Pioniere und 238 Geschütze. Alle zusammen rückten jetzt in Richtung auf Preßburg nach Osten vor.

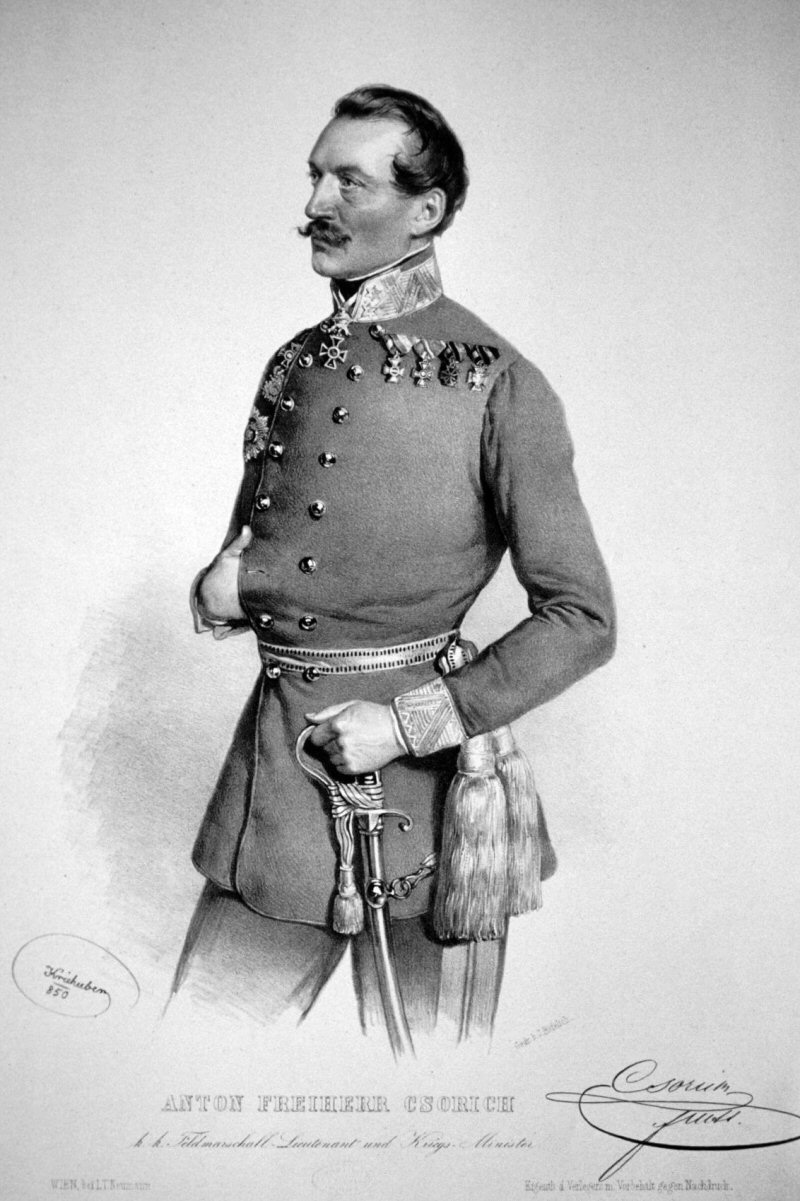
Anton Csorich, Lithographie von Joseph Kriehuber, 1850

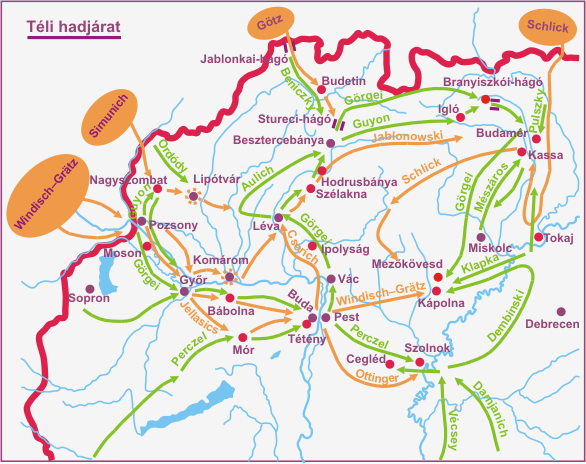
Der Winterfeldzug von 1848 auf 1849

Unter dem Kommando von Feldmarschallleutnant Balthasar von Simunich standen weitere 4.500 Soldaten an der mährischen Grenze und deckten die linken Flanke der Hauptarmee durch Besatzungen in Tyrnau und Lipótvár. Die ungarische Donau-Armee musste vor der österreichischen Hauptarmee auf Wieselburg zurückgehen. Am 16. Dezember konnte der äußerste rechte Flügel von Windischgrätz Ödenburg besetzten, Görgeys Armee war bereits auf Kapuvár zurückgegangen.
Am Jablunka-Pass hielt Oberstleutnant Carl Götz mit 800 Mann Verbindung mit den gegen Ungarn aufständischen Slowaken. Ein 8.000 Mann starkes österreichische Korps unter General Franz von Schlick brach von Galizien her am 6. Dezember über den Duklapass in Nordungarn ein, besetzte Bartfeld und am 9. Dezember Eperies kampflos. Um Schlick zu stoppen, war eine ungarische Division unter Oberst Alexander Pulszky herangeeilt und verschanzte sich zum Schutze von Kaschau, südlich vom Budamér, mit starker Macht auf vorteilhaften Höhenpositionen. General Schlick griff die 9000 Mann schlecht ausgerüsteten Nationalgarden, Honvéds und Landstürmer erfolgreich an und besetzte Kaschau am 11. Dezember ohne weiteren Widerstand. Am 15. trafen die Österreicher bei Sziszko auf ungarische Verstärkungen, die der Kriegsminister General Lázár Mészáros herangeführt hatte. Schlicks Truppen hielten stand, mussten aber der wegen zahlenmäßiger Unterlegenheit den Rückzug antreten und erlitten durch grimmige Kälte große Verluste. Als die zahlenmäßige Überlegenheit erreicht war, versuchte General Mészáros auch das verlorene Kaschau zurückzuerobern. Am 4. Jänner 1849 rückte er mittags mit 18 Bataillonen Honvéds und Nationalgarden, 1000 Husaren und 34 Geschützen zum Angriff heran, wurde aber von Schlick zurückgeworfen, wobei die Ungarn 10 Kanonen und 500 Gefangene verloren.
In der Batschka, im Banat und in Syrmien bereiteten die kaiserlichen Truppen in Temesvár und Arad, die Serben unter dem Woywoden Generalmajor Stefan Suplikatz sowie die aus den Raum Warasdin vorgehende Division des FML Dahlen den Vormarsch in Richtung auf Szeged und Kecskemét vor. Aus der östlichen Steiermark rückte FZM Laval Graf Nugent im südlichen Transdanubien ein, Generalmajor Schneckl von Trebersburg begann die Belagerung der Festung Esseg.

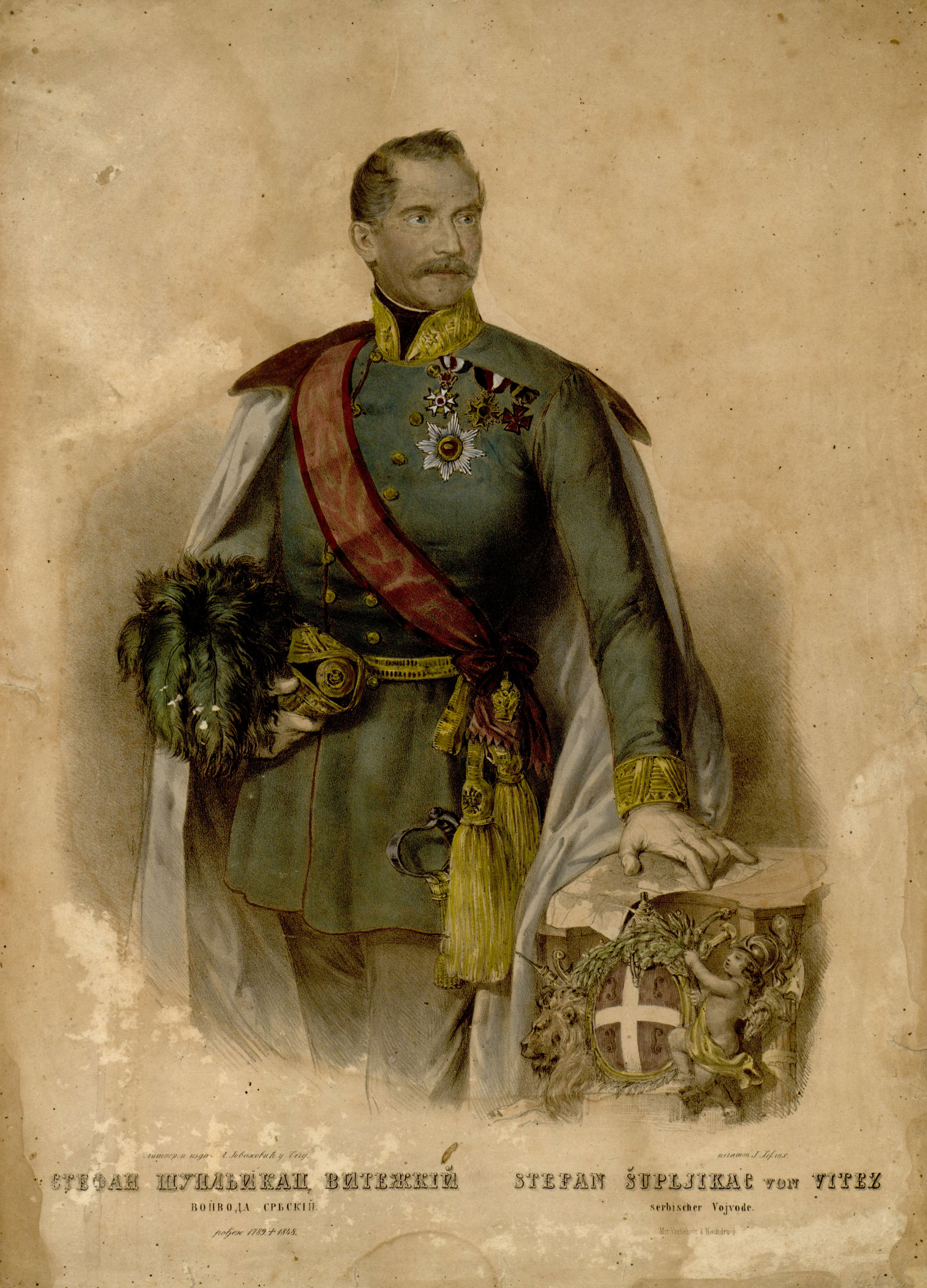
Der serbische Woiwode Stefan Suplikatz

Die erste Phase der Operationen endete am 27. Dezember mit der Einnahme von Raab durch die kaiserlichen Truppen. Während die Hauptarmee unter Fürst Windischgrätz gerade auf Ofen-Pest weitermarschierte, hatte Jelačić in Erfahrung gebracht, dass sich ein ungarisches Insurgentencorps unter General Perczel mit 8000 Mann, 6000 Reitern und 24 Geschützen bei Mór versammelt hatte. Jelačić ging, sich an die Spitze der Avantgarde stellend, auf Sárkány vor und traf am 30. Dezember 1848 im Bakonywald auf den Feind. In der Schlacht bei Mór zersprengten die Kürassier-Regimenter Hardegg und Wallmoden das feindliche Zentrum, der Banus wartete die Brigaden Ottinger und die Division Hartlieb ab und schritt zum Hauptangriff. Die Ungarn erlitten eine schwere Niederlage und mussten sich auf Stuhlweißenburg zurückziehen.

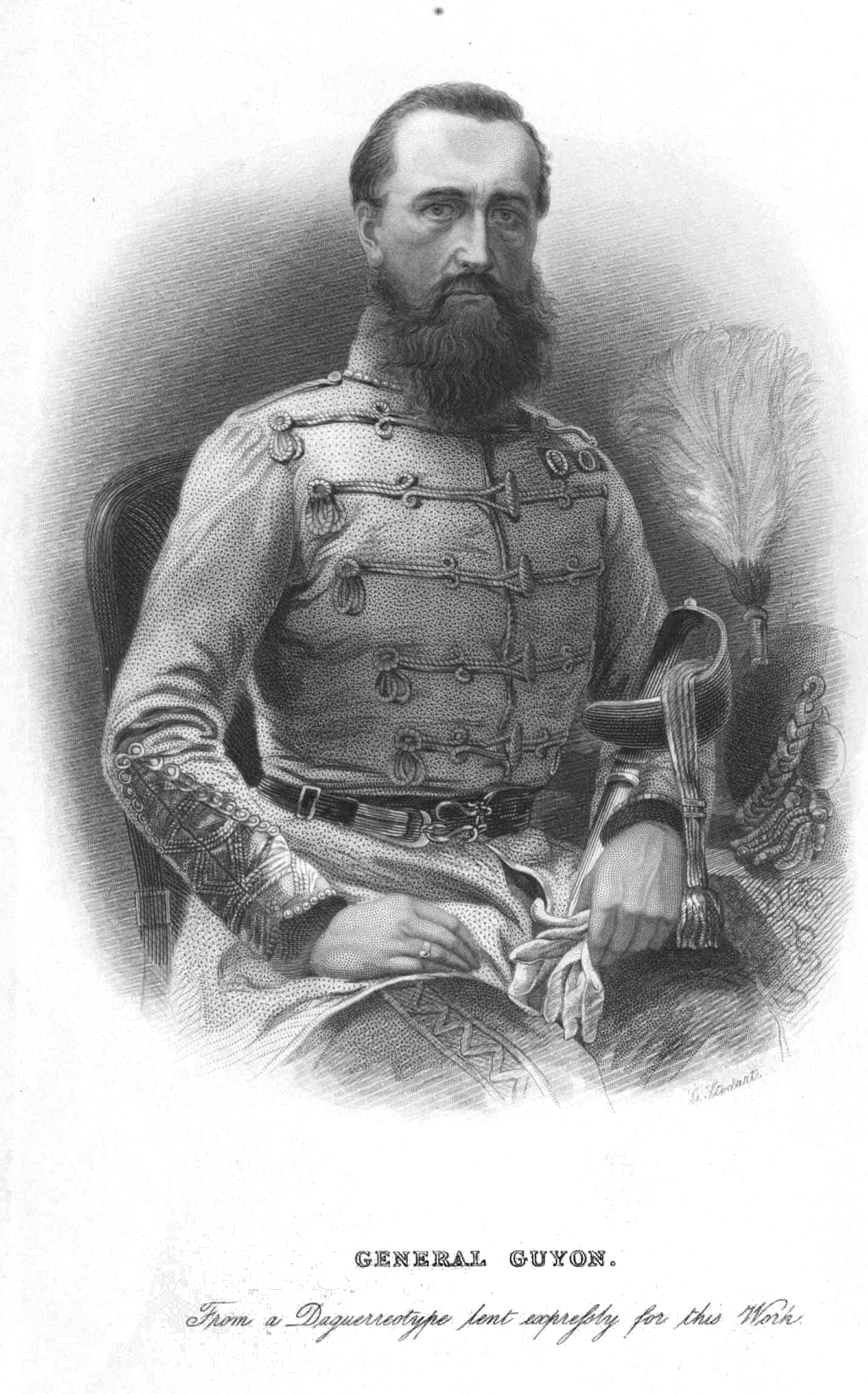
Richard Guyon

Ende Dezember 1848 gab die ungarische Regierung vor dem Anmarsch der kaiserlichen Hauptarmee ihre Hauptstadt Pest auf und verlegte ihren Sitz nach Debrecen. Nach dem Rückzug der Ungarn endete ein weiterer Zusammenstoß mit den Kroaten am 3. Januar 1849 bei Tetény ebenfalls mit dem Rückzug der Aufständischen. Am 4. Jänner begann der Vormarsch des Fürsten Windischgrätz gegen die gegnerische Hauptstadt. Görgey hatte zwischen Preßburg und Ofen eine Verteidigungslinie aufgebaut und ließ die starke Festung Komorn ausreichend besetzen, zog aber mit seinen Kerntruppen kampflos ab. An der Seite des Banus Jelačić zog Fürst Windischgrätz am 5. Januar kampflos über die neu errichtete Kettenbrücke in Pest ein.

## Kämpfe im Frühjahr 1849
Fürst Windischgrätz begnügte sich mit dem bisher Erreichten und verblieb in den nächsten Monaten mit 25.000 Mann in Ofen und 13.000 Mann in Pest völlig defensiv in Garnison. In den Gefechten bei Windschacht und Schemnitz am 12. und 21. Januar 1849 wurde die Arriéregarde Görgeys durch die Division unter General Anton Csorich zersprengt und ein Teil seiner Artillerie genommen. Im Süden hatte sich das kaiserliche Korps unter FZM Nugent mit FML Dahlen vereinigt, ließ eine Besatzung in Körmend zurück und war am 4. Januar über Zalaegerszeg auf Kanizsa vorgegangen. Der serbische Woywode Suplikatz war am 15. Dezember überraschend in Pancsowa verstorben; seine Truppen übernahm darauf General Thodorovich, der am 19. Januar Werschetz einnehmen konnte. Am 26. Januar wurde die Festung Arad vergeblich von den Ungarn beschossen; am 30. Januar war ein neuer Angriff des General Trebersburgs Truppen auf Esseg vergeblich. Feldzeugmeister Nugent besetzte am 19. Januar Kaposvár, bis Monatsende gewann er Peterwardein, ebenso fiel Anfang Februar die Festung Esseg durch Verrat in die Hände der Österreicher.
Das kaiserliche III. Korps unter General Schlick besetzte am 2. Februar mit seiner Division Schulzig die Stadt Tokaj. Görgey nutzte derweil den Abmarsch Schlicks, um am 10. Februar Kaschau zurückzuerobern, wodurch Schlick gezwungen wurde, sich wieder nach Westen zurückzuziehen, um nicht selbst zwischen zwei Feuer zu geraten.
In der Schlacht bei Kápolna am 26. und 27. Februar hatte General Henryk Dembiński drei Korps unter den Generalen Görgey, Aulich und Klapka vereinigt und griff das kaiserliche II. Korps unter FML Wrbna an. Die österreichische Brigade Colloredo hatte dabei die ungarische Division unter General Pöltenberg im Wald von Vécs festgenagelt. Abends griff das Korps Schlick vom Norden her in die Schlacht ein, vereinigte sich mit II. Korps unter FML Wrbna auf 24.000 Mann und konnte die Ungarn zum Rückzug auf Mezö-Kövesd zwingen.

### Kriegsschauplatz Siebenbürgen

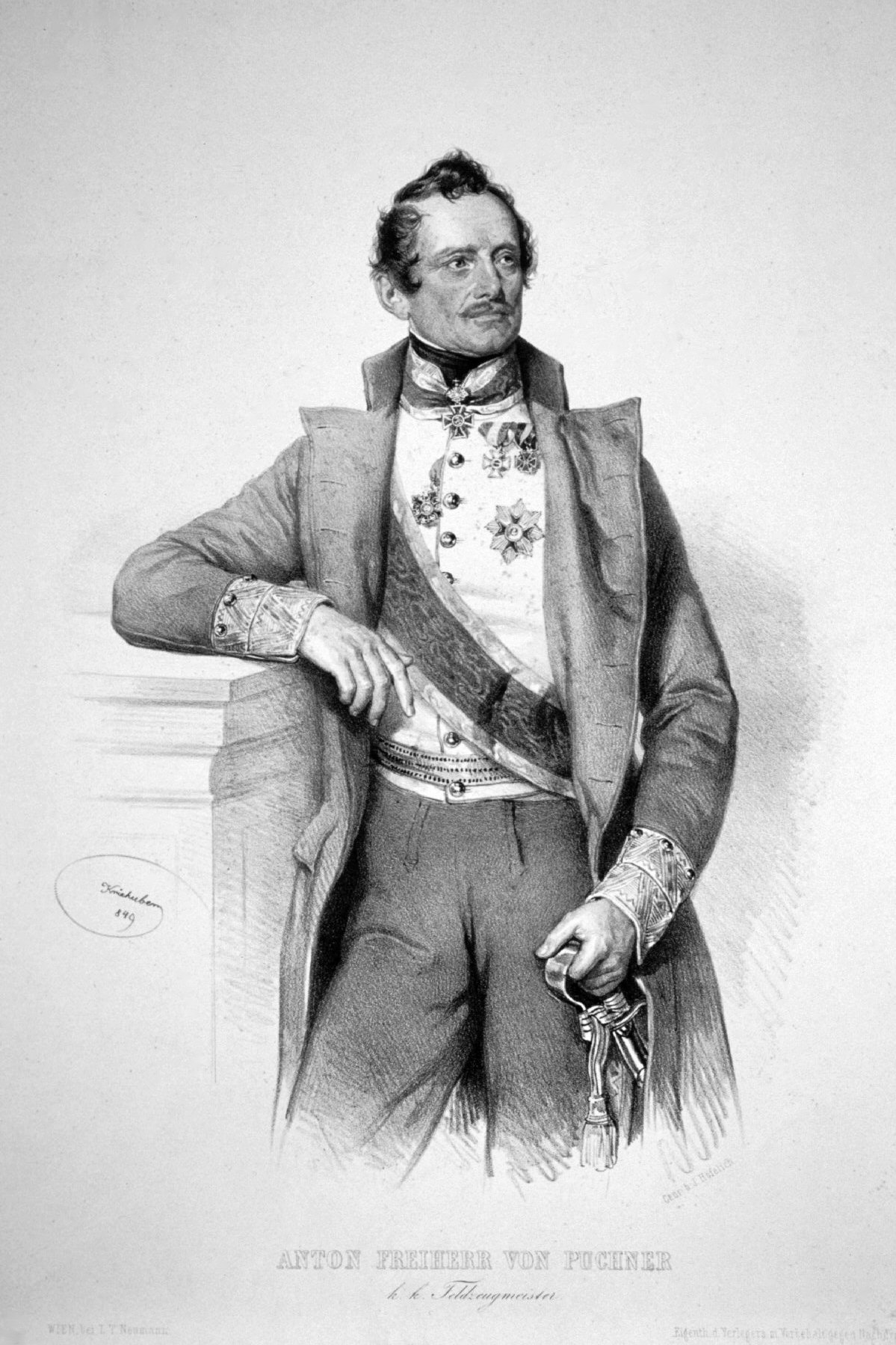
Anton Freiherr von Puchner, Lithographie von Josef Kriehuber, 1849

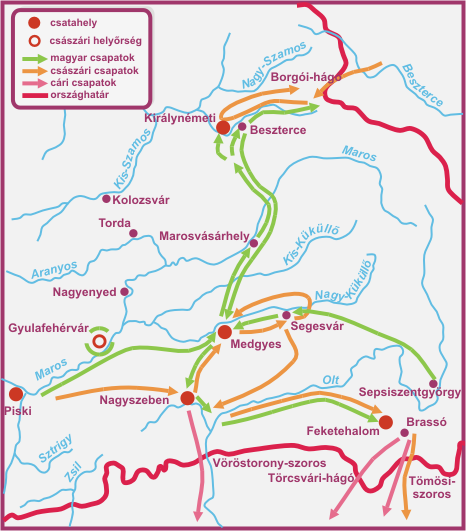
Feldzug in Siebenbürgen

Im südöstlichen Fürstentum Siebenbürgen kam es zu einem regelrechten Bürgerkrieg der Ungarn gegen die dort ansässigen Rumänen und Siebenbürger Sachsen. Der Kommandierende General Anton Puchner hatte die Provinz bereits am 18. Oktober 1848 unter Kriegsrecht gestellt; er verfügte im Raum Hermannstadt über etwa 4.500 Wehrpflichtige und zog zu seiner Verstärkung weitere 5.000 Rumänen an sich. Der kaisertreue Oberst Karl von Urban verweigerte den Ungarn den Gehorsam; er blieb den Habsburgern mit 1500 Grenzsoldaten treu und versuchte sofort, den Aufstand von etwa 10.000 Szeklern im Raum Harghita zu unterdrücken.
Der folgende Kleinkrieg zeichnete sich durch Übergriffe auf die Zivilbevölkerung aus und wurde von beiden Seiten äußerst grausam geführt. Anfang November rückten starke Szeklerverbände auf Sächsisch-Regen vor und plünderten und brandschatzen die Stadt; am 5. November antwortete Urban mit grausamen Gegenaktionen bei Radnót und Zalatna. Urban wandte sich darauf zum Angriff auf Klausenburg. 3.500 Ungarn unter Baldacci waren den Szeklern zu Hilfe geeilt, wurden jedoch bei Szamos-Újvar geschlagen und zersprengt. Generalmajor Wardener ließ daraufhin Klausenburg in Trümmer schießen, die Stadt fiel am 18. November ohne Schwertstreich. Am 21. November brandschatzten die Kaiserlichen Felvinc, die Szekler plünderten darauf Marienburg im Kronstädter Bezirk und legten Salzburg bei Hermannstadt in Trümmer.

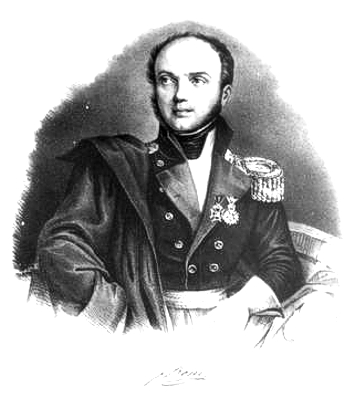
Józef Bem

Kossuth ernannte darauf General Joszef Bem zum ungarischen Befehlshaber. Am 19. Dezember 1848 wurden die Kaiserlichen unter General Wardener bei Deés besiegt und zogen in Richtung Bistritz ab. Mit der kampflosen Besetzung von Klausenburg am 25. Dezember 1848 spaltete Bem die österreichischen Streitkräfte in Siebenbürgen und konnte dadurch ihre zahlenmäßigen Überlegenheit ausgleichen. Die Kaiserlichen waren dem taktischen Geschick und dem Guerillakrieg des gegnerischen Oberbefehlshabers Bem nach der Schlacht von Hermannstadt  (21. Januar) nicht auf Dauer gewachsen. Nach Puchners Hilferuf an den in der Walachei stehenden russischen Korps Lüders, rückte die Division Engelhardt über den Roter-Turm-Pass zur Sicherung von Hermannstadt vor.
Am 4. Februar 1849 konnte Puchner das Gefecht von Salzburg (Vizakna) für sich entscheiden und drängte Bem auf Mühlbach zurück. Im Gegenzug siegte Bem in der Schlacht bei Piski (9. Februar) und drängte dann die Kaiserlichen nach Kämpfen bei Alvinz durch das Marostal nach Reußmarkt zurück. Anfang März wurden Bems Truppen (5700 Mann, 820 Reiter, 30 Geschütze) von Puchners Truppen in der dreitägigen Schlacht bei Mediasch geschlagen und mussten sich am 4. März auf Schäßburg zurückziehen.

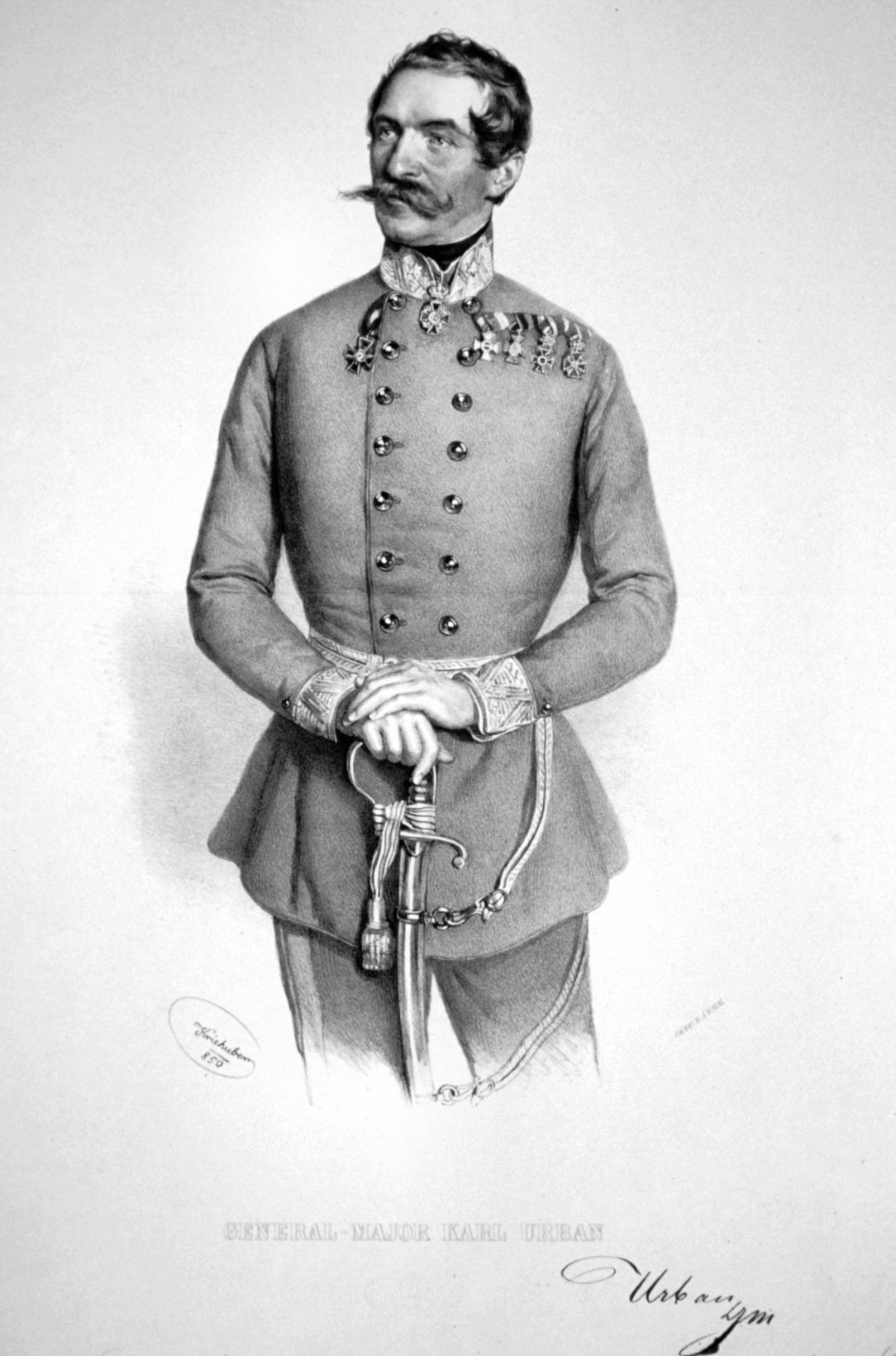
Carl von Urban, Lithographie von Josef Kriehuber, 1850

Bem zog Verstärkungen der Szekler an sich und führte einen neuerlichen Vorstoß in Richtung auf Hermannstadt durch. Während Puchner im Kokeltal operierte, konnte dieser am 11. März, das durch die russische Brigade Sarijatin schlecht gedeckte Hermannstadt besetzen. Nachdem Bem am 19. März auch Kronstadt in seine Hand bringen konnte, war Puchner von seinen rückwärtigen Linien abgeschnitten und musste über die Grenze in die Walachei ausweichen.
Siebenbürgen war an die Ungarn verloren gegangen; nur noch kurze Zeit hielt sich eine kaiserliche Garnison in Deva, auch die Garnison von Karlsburg wurde eingeschlossen. Die freigewordenen Truppen Bems versuchten sich Anfang Mai mit Perczels Truppen im Banat zu vereinigen und die Serben aus der Batschka hinauszudrängen.
Im Oktober 1848 wurde General Rukavina von Vidovgrad von der ungarischen Regierung befohlen, das Kommando über die Festung Temesvar an General Haller zu übergeben und in den Ruhestand zu treten. Statt dem Befehl nachzukommen, bereitete er die Festung auf eine Belagerung vor und wurde darauf am 23. April 1849 von den ungarischen Revolutionstruppen eingeschlossen.

### Kriegswende

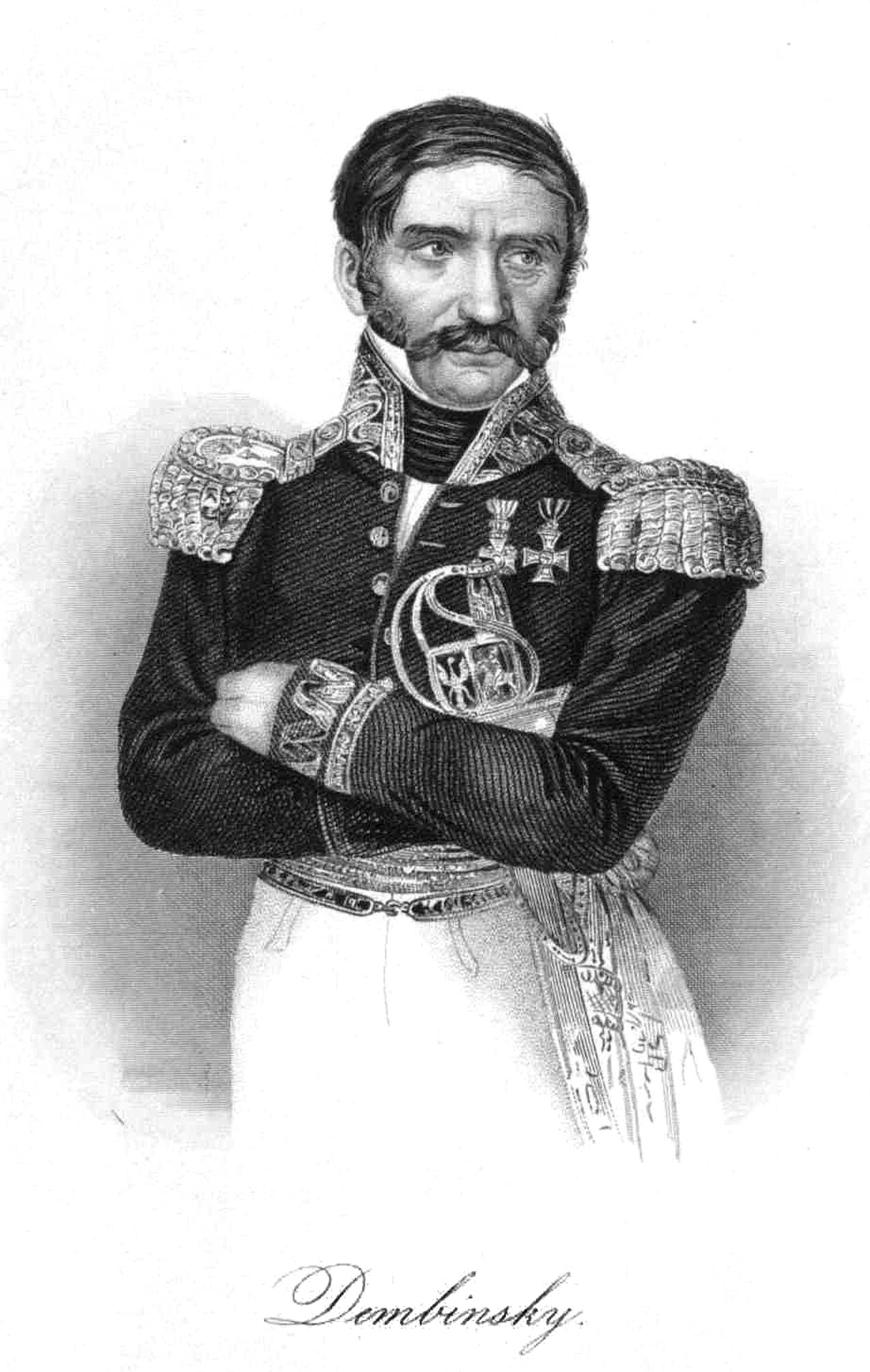
Henryk Dembiński

Der österreichische Ministerpräsident Schwarzenberg erließ bereits am 4. März 1849 eine gesamtstaatliche Verfassung, die das Königreich Ungarn zu einem Kronland degradierte. Im April und Mai im 1849 wendete sich das Kriegsglück zusehends: Siebenbürgen und große Teile des Banat waren in der Hand der Ungarn; die österreichische Hauptarmee an der Donaulinie verlor wichtige Gefechte und Schlachten.
Durch die militärischen Erfolge verleitet, erklärte der ungarische Reichstag am 14. April 1849 die vollständige Unabhängigkeit Ungarns vom Hause Habsburg-Lothringen und rief die Republik aus. Dieses Manifest entzog den Ungarn jetzt aber den sicheren Rechtsboden. Lajos Kossuth wurde zum ungarischen Reichsverweser mit diktatorischer Vollmacht erklärt. Da die ungarische Unabhängigkeit international nicht anerkannt wurde, blieb das Ausland jetzt größtenteils neutral oder stand auf Seiten des österreichischen Kaisers.
Der Banus Jelačić hatte Anfang April Befehl erhalten, nach Fényszaru zu marschieren. Auf diesem Marsche wurde die kroatische Brigade Rastić, welche die Nachhut bildete, am 4. April vom ungarischen General Klapka von drei Seiten angegriffen, konnte sich aber im Gefecht bei Tápióbicske erfolgreich behaupten. Gleichzeitig war auch das Korps Schlick (Division Lobkowitz und Division Liechtenstein) nach seiner Vereinigung mit der Division Csorich bis 6. April durch die ungarischen Korps Damjanich und Gaspar im Gefecht bei Hatvan zurückgeschlagen worden.

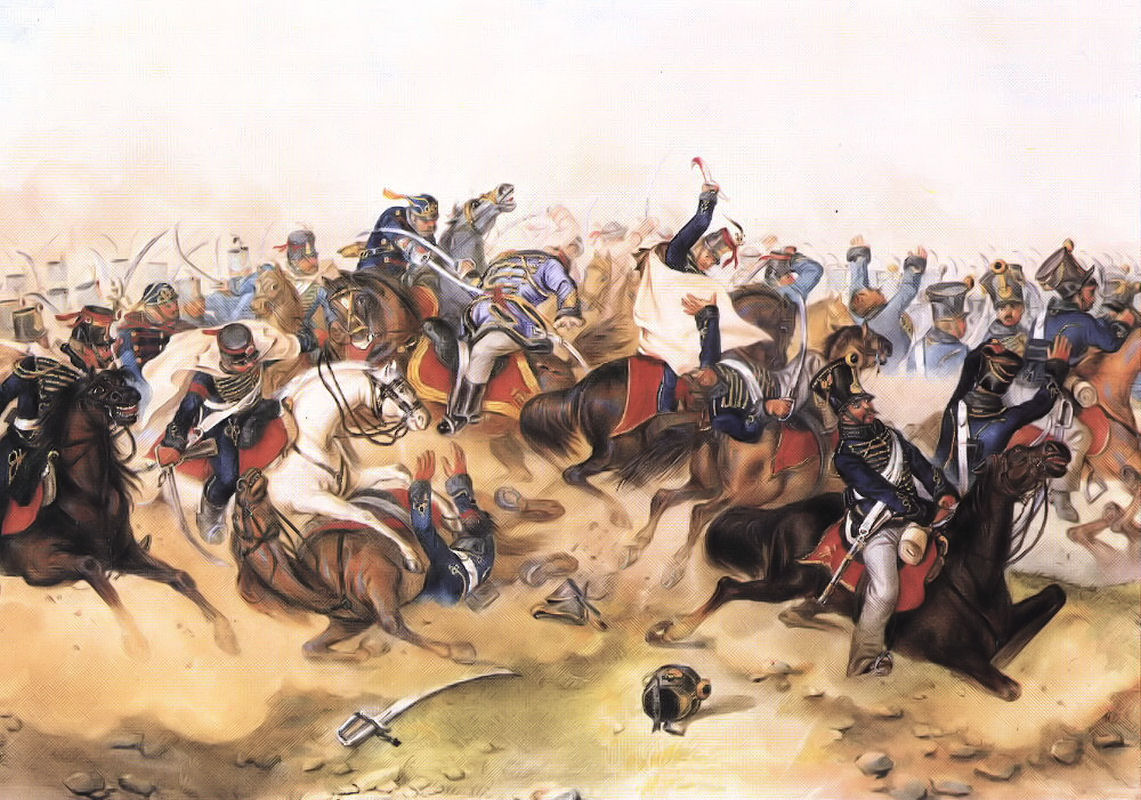
Schlacht von Tápióbicske (4. April 1849)

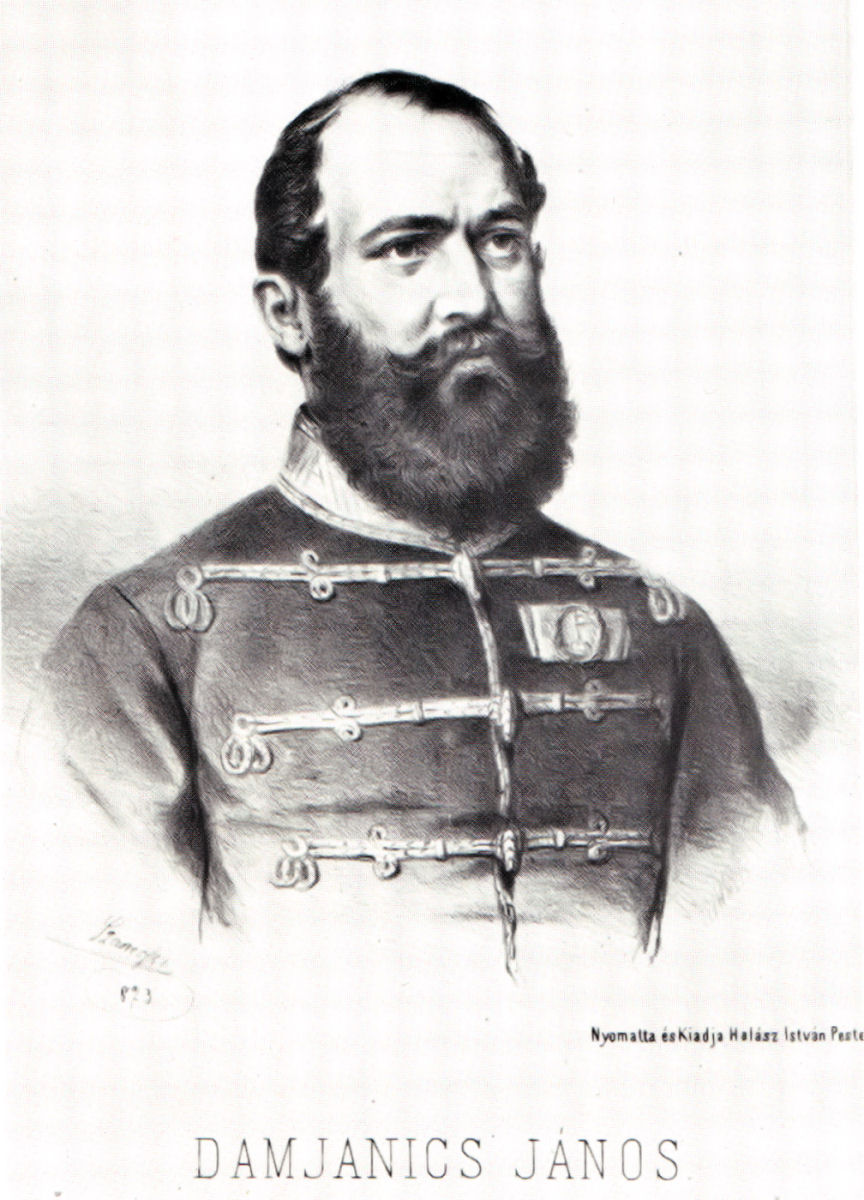
János Damjanich

Auf dem Weitermarsch gegen Gödöllő traf Jelačić am 6. April vormittags mit seinem Korps in Isaszeg ein. Zur gleichen Zeit war der Feldmarschall Windischgrätz mit der Hauptmacht angerückt, konnte den Banus in der folgenden Schlacht bei Isaszeg aber nicht ausreichend unterstützen. Die Insurgenten griffen die Kroaten mit zwei Korps unter Klapka und Damjanich an. Der Ban leistete anfangs noch hartnäckigen Widerstand, musste sich aber schließlich auf die nahe gelegenen Berghöhen zurückzuziehen. Der Sieg bei Isaszeg war von der Königlich ungarischen Landwehr gegen die gut ausgebildeten kaiserlichen Truppen erreicht worden.
In der ersten Schlacht von Waitzen wurde am 10. April Waitzen von den Österreichern erstürmt. Dabei fiel der kaiserliche Kommandant, Generalmajor Christian Götz.

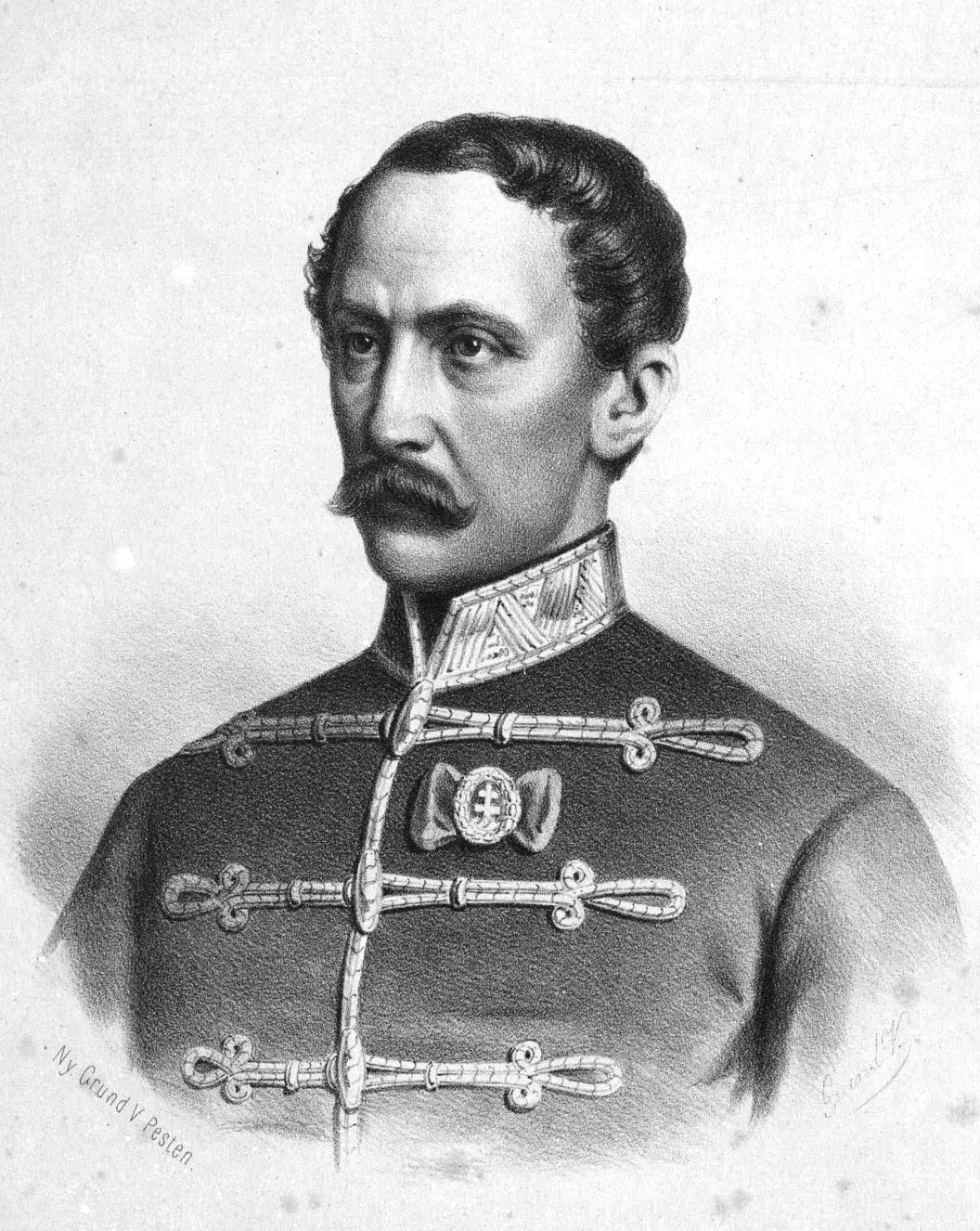
Ludwig Aulich

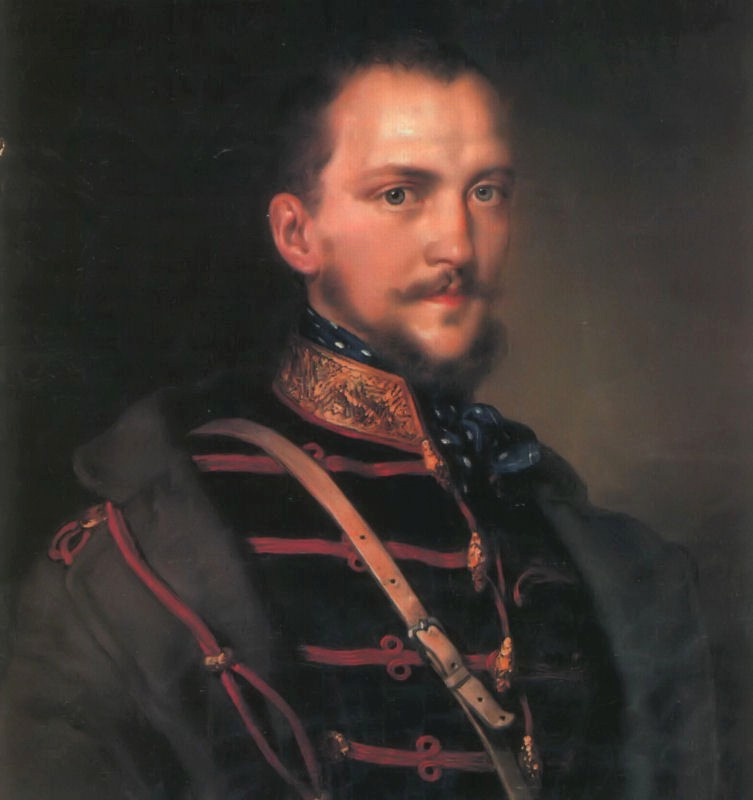
Artúr Görgey von Görgő und Toporcz, Gemälde von Miklós Barabás

Am 17. April überschritt die ungarische Hauptarmee unter Görgey mit 25.000 Mann (Korps Klapka und Damjanich) die Hron bei Kálna, um die Besatzung von Komorn freizukämpfen. Zu spät wurde den Ungarn eine Division unter General Csorich nach Gran entgegengeworfen. Die Brigade Wyss wurde am 19. auf Kéménd vorgehend vom ungarischen 7. Korps unter Generalmajor Gaspar nach Párkány abgedrängt. Am 19. April konnte Görgey das isoliert stehende österreichische IV. Korps unter FML Wohlgemuth in der Schlacht bei Nagy-Salló (heute: Tekovské Lužany) werfen und bis 24. April die Festung Komorn entsetzen. Während Görgey zum Entsatz Komorns eilte, zog General Aulich am 24. April in das von den Kaiserlichen geräumte Pest ein und wurde von der Bevölkerung mit Jubel begrüßt. Die Führungsschwäche des Feldmarschall Windischgrätz war nach den vielen Niederlagen so offensichtlich, dass er Ende April abberufen wurde.

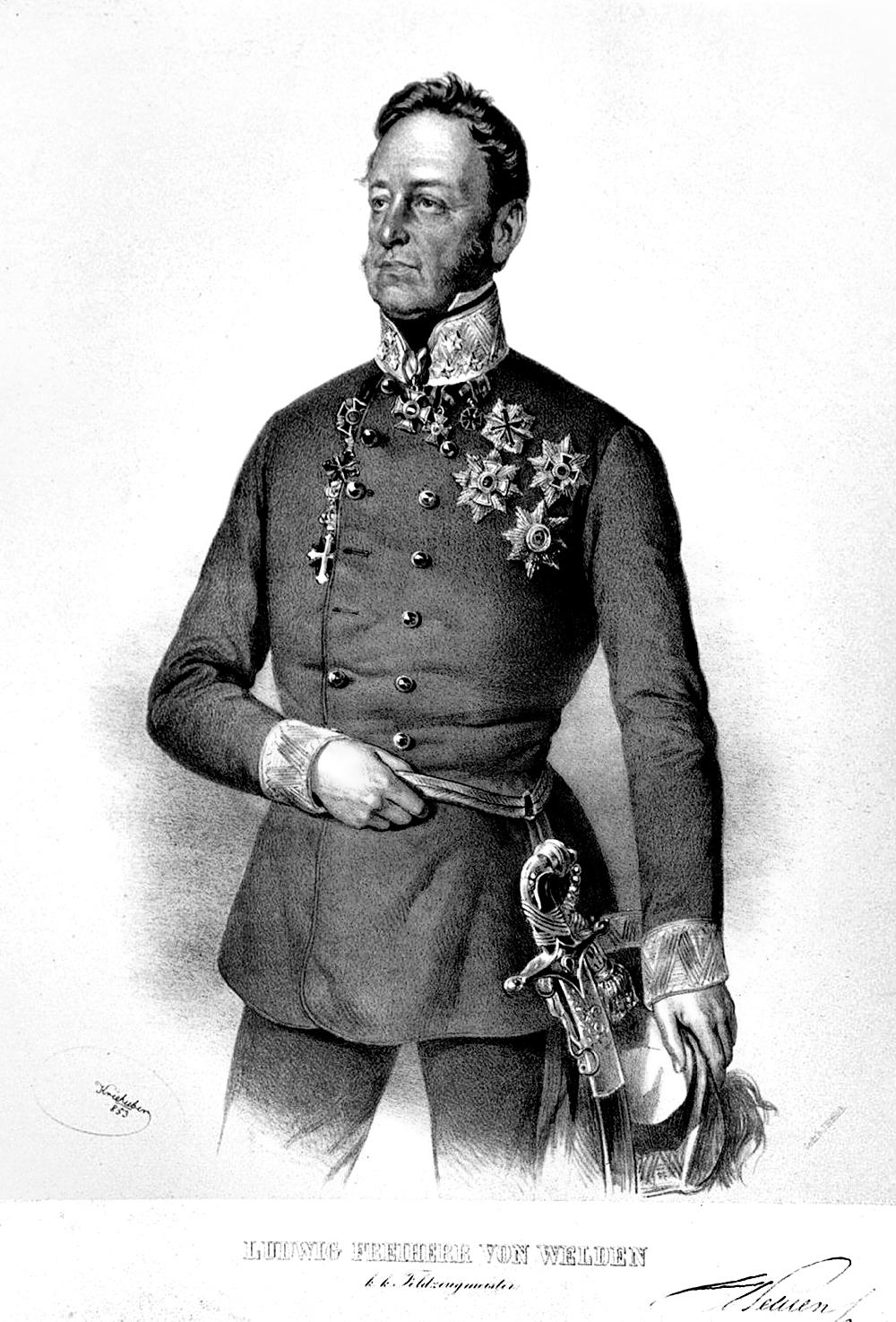
FZM Ludwig von Welden, Lithographie von Josef Kriehuber

Die kaiserliche Hauptarmee, jetzt geführt vom bisherigen Gouverneur von Wien, Feldzeugmeister von Welden, rang in der Ersten Schlacht bei Komorn am 26. April unentschieden mit dem Gegner und gab die gesamte Donaulinie samt Pest wieder auf. In Ofen (Buda) verblieb eine kaiserliche Besatzung unter FML Hentzi zurück, während sich die Hauptmacht zum taktischen Rückzug gezwungen sah. Die Österreicher zogen sich bis 27. April hinter die Waaglinie und auf Preßburg zurück. Auch aus Siebenbürgen und dem Banat wurden die österreichischen Truppen durch Bem und Perczel vertrieben. Ohne die österreichische Armee jedoch vollständig geschlagen zu haben, stoppten die Ungarn ihren Vormarsch, schlossen Ofen ein und bereiteten sich auf die eigene Verteidigung vor.

### Belagerung von Ofen

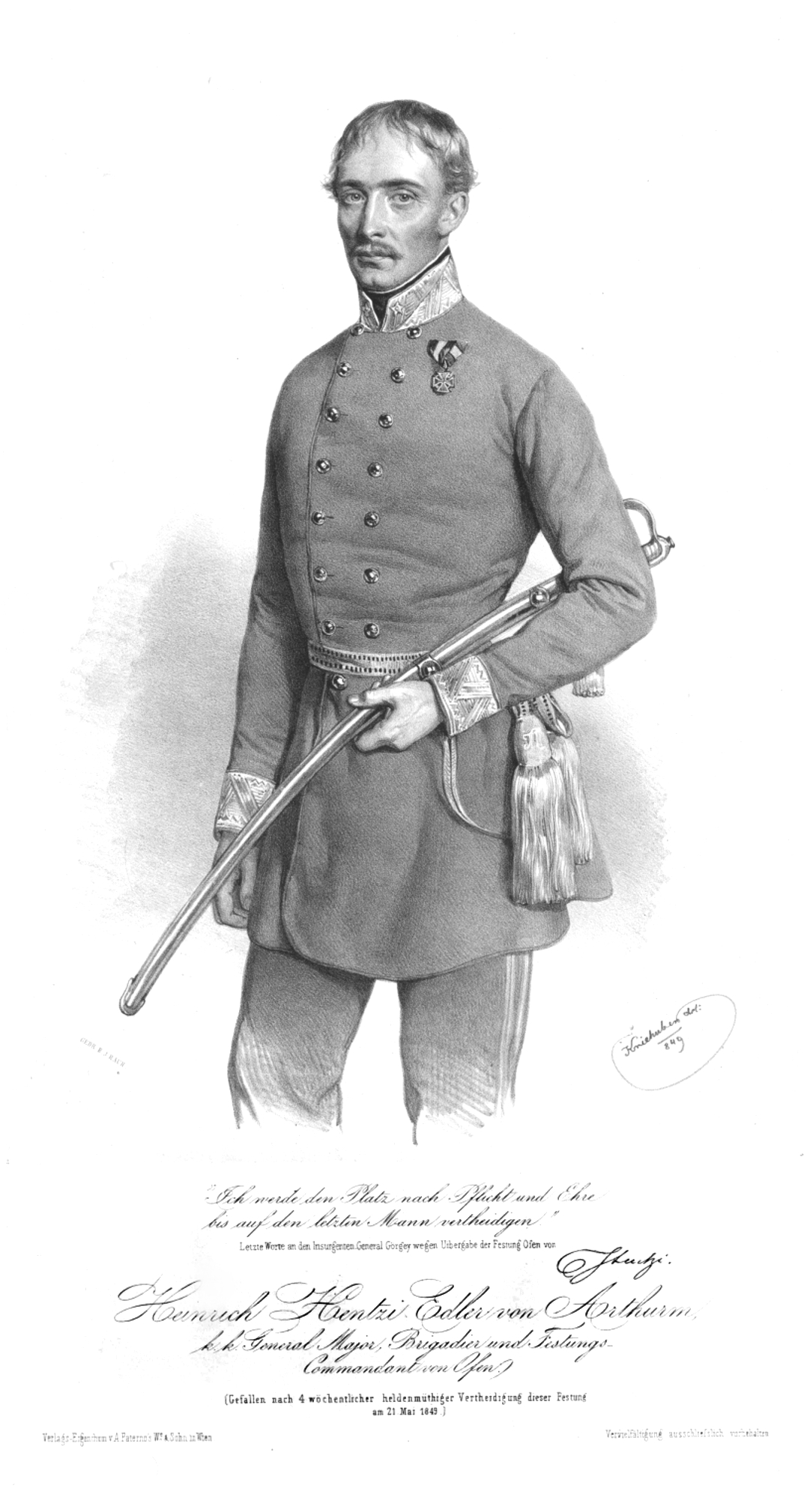
Heinrich Ritter von Hentzi, Lithographie von Joseph Kriehuber 1849

Am 4. Mai begann durch die Ungarn mit 34.000 Mann und 133 Kanonen die Belagerung Ofens, das von 3.500 Kaiserlichen mit 51 Kanonen unter Generalmajor von Hentzi verteidigt wurde. Zwischen Kalvarienberg, Kis und Schwäbisch Alb marschierte das 3. Corps unter Károly Knezić, zwischen der kleinen Schwäbischen Alb und den kleinen Gellertberg das 1. Corps unter József Nagy-Sandor auf. Den Abschnitt zwischen der Kleinen Donau und dem Gellertberg zernierte das 2. Corps unter Lajos Aulich. Es gelang den Verteidigern unter General Hentzi, 20 Sturmangriffe der Aufständischen abzuwehren, bis am 21. Mai 1849 die Ungarn die Mauern doch ersteigen konnten. Bei diesen Gefechten wurde Hentzi tödlich verwundet und starb 15 Stunden später; er hatte gegen 30.000 anstürmende Ungarn doch 17 Tage lang standhalten können. Görgey verlor zwei seiner tüchtigsten Führer: General Aulich hatte nach der Einnahme von Ofen in Folge eines schweren Leidens die Armee verlassen, General Damjanich fiel wegen eines unglücklichen Beinbruches für zwei Monate aus.
Unmittelbar nach dem Fall Ofens wurden die drei vor Ofen frei gewordenen Armeekorps über Gran auf das linke Donauufer gegen die untere Waag vorgeschoben und die separat operierende Division unter György Kmety nach Stuhlweißenburg dirigiert. Das ungarische 7. Corps unter General Pöltenberg stand seit Anfang Mai mit seinen beiden Divisionen vor Raab; ein Teil der Komorner Besatzung auf gleicher Höhe auf der Großen Schütt. Nach Guyons Ablösung übernahm General György Klapka das Festungskommando von Komorn. Das 7. Corps behauptete die Stellungen bei Raab. Das 8. Korps hielt mit einem Teil Komorn besetzt, mit dem anderen die Linie zwischen Aszód und Szap an der Donau. Das 1. Korps (Nagy-Sandor) hatte die Waagübergänge bei Freystadl und Schintau in die Hand bekommen. Das 2. Korps (jetzt unter Oberst Lajos Asboth) und das 3. waren bis Neuhäusel vorgerückt.

### Operationen der Südarmee
Der in der Zwischenzeit zum Feldzeugmeister beförderte Banus Jelačić wurde selbstständig und erhielt den Oberbefehl der Südarmee, aus seinem I. Korps und den an der unteren Donau zerstreut operierenden einzelnen Divisionen bestehend. Diese Armee zählte 15.800 Mann, 5.100 Reiter und 74 Geschütze und war nach vorher vereinbartem Operationsplan am 24. April längs der Donau nach Esseg abgerückt. Die ungarische Südarmee unter General Mor Perczel hatte im Frühjahr neue Freischaren zum Entsatz von Peterwardein herangezogen; ab 22. März erkämpfte er einen Sieg bei Zombor, später bei Sireg und Horgos, danach verstärkte er die Besatzung von Peterwardein. Im nördlichen Banat hielt seit 23. April das ungarische 5. Korps  die österreichischen Garnison in Temesvar unter General Rukavina fest umschlossen.
Kossuths zusätzliche Versicherungen, dass FML Bem die Donau bei Baja schon in der zweiten Hälfte des April mit 16.000 Mann überschreiten werde, erfüllten sich nicht schnell genug. Bems Truppen erreichten erst Anfang Mai Temesvar, damit konnte der Ban Jelacic unangefochten das rechte Ufer der Drau sichern. In der zweiten Maihälfte rückte der Ban Jelacic von Esseg (Osijek) über Wukowar, Ilok auf Karlowitz vor, sein Hauptquartier bezog er in Ruma. Die Ungarn verstärkten die Garnison in der Festung Peterwardein. FZM Jelačić war es gelungen, bis Anfang Juni seine neue Süd-Armee zu verstärken: Ohne die Besatzung von Peterwardein einzurechnen, verfügte er über 33.000 Mann mit 137 Geschützen.
Als aber die erschöpften Gegenden Slawoniens und Syrmiens keine Verpflegung mehr erbringen konnten, begann der Ban am 5. Juni, längs des Franzenskanals vorzurücken und die Linie von Zombor bis Bácsföldvár zu besetzen, um wieder Verbindung mit der Hauptarmee aufzunehmen. Tags darauf stand der linke Flügel bei Kaacs, das Zentrum hinter dem Kaacser Walde und der äußerste rechte Flügel bei Josefsdorf. Gegen Kovil wurde ein Detachement entsendet, und General Knićanin blieb zur Sicherung des Plateaus von Titel zurück. Im Gefecht bei Kaacs am 7. Juni drängte Jelačić die sogenannte Bacs-Banater Armee unter Perczel (30.000 Mann mit 88 Geschützen) zurück und unternahm einen heftigen Angriff auf deren rechten Flügel. Da brachen aus dem Kaacser Walde verborgene kroatisch-slawonische Reiterei aus ihrem Versteck hervor und jagten den Feind in die Flucht. In der Nacht vom 11. zum 12. Juni griff der Ban die vor Peterwardein liegenden Verschanzungen an, nahm sie nach heftigem Kampf und zwang die Besatzung zum eiligen Rückzug in den Brückenkopf. Peterwardein wurde eingeschlossen, die Stadt Neusatz wurde bei diesem Kampf in einen Trümmerhaufen verwandelt. Als der Ban Nachrichten erhielt, dass ein feindliches Corps bei Óbecse stehe und an der dortigen Schiffbrücke die Verschanzungen und Batterien an beiden Theißufern beschütze, beschloss der Ban den Angriff dieses Corps und begann in der Nacht vom 24. auf dem 25. Juni bei Szent Tamas den Übergang über den Franzenskanal. Am 25. morgens halb 8 Uhr stieß der Banus, der die Hauptkolonne führte, auf den Gegner, zwang ihn zum Rückzug, rückte weiter vor und trieb den Gegner bei Óbecse über die Brücken, welche beide von den kaisertreuen Truppen sofort besetzt wurden. Am 13. Juni hatte die ungarische Division unter Kmety die österreichische Brigade unter Generalmajor Wyss bei Csorna zerschlagen und sich beim Vorstoß auf Komorn mit Görgeys Hauptmacht vereinigt. 
General Antal Vetter war Nachfolger Perczel als Kommandeur der Südarmee geworden. Am 14. Juli traf er in der Schlacht bei Hegyes auf Jelačić, der seine Aufstellung bei Kisbér einnahm, entschlossen die Ungarn aufzuhalten. Schon zu Beginn des Kampfes wurde jedoch das erste Treffen der Kroaten ins Wanken gebracht. Als auch der rechte Flügel nachgab, stellte sich der Ban persönlich an die Spitze der Weichenden, redete sie in ihrer Muttersprache an, standzuhalten und führte sie neuerdings dem Feind entgegen, den er auf diesem Punkt bis Szeghegy zurückwarf. Da indessen die Insurgenten sich immer mehr verstärkten und Widerstand gegen ihre wachsenden Massen unmöglich wurde, war der Ban auf die Sicherung der Rückzugslinie bedacht und vollzog auch den Rückzug in bester Ordnung. Es hatten an diesem Tage von 3 Uhr Morgens bis Mittag auf der Seite des Banus 7.000 Mann mit 73 Geschützen einem Gegner von weit über 15.000 Mann mit 100 Geschützen hartnäckigen Widerstand geleistet.

## Der Sommerfeldzug 1849

### Kommandoübernahme Haynaus

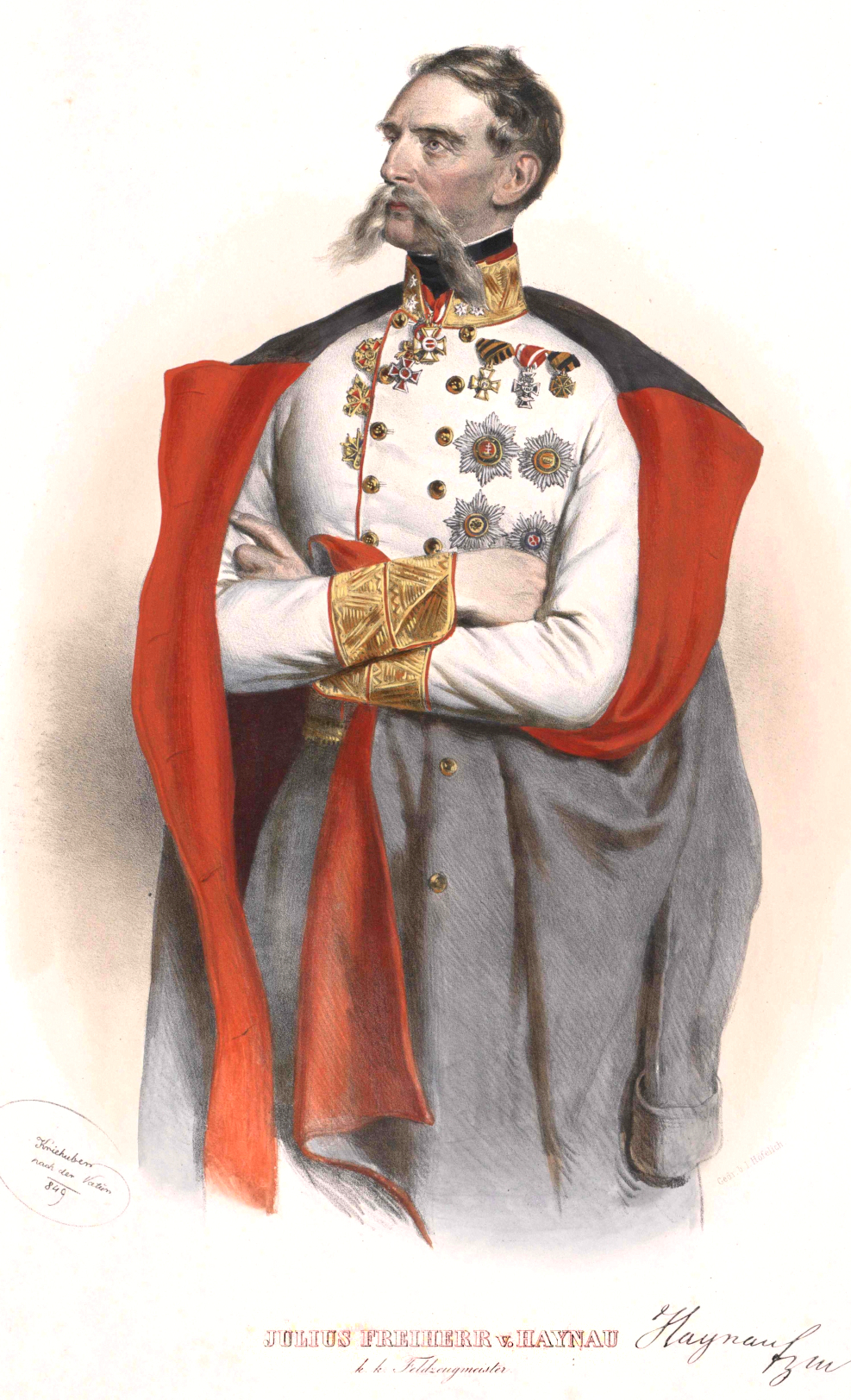
Julius Freiherr von Haynau; Lithographie von Joseph Kriehuber, 1849

Kaiser Franz Joseph ersuchte infolge der Erfolge der Ungarn den Zaren Nikolaus I. um militärische Unterstützung, welchem dieser umgehend nachkam. Am 17. Mai 1849 hatte man von Wien aus FZM Welden den Oberbefehl entzogen und dem aus Italien abkommandierten General Julius Freiherr von Haynau das Oberkommando in Ungarn übertragen. Dieser wurde zum Feldzeugmeister befördert und mit unumschränkter Vollmacht ausgestattet. Bis Mitte Mai war von beiden Seiten ein stillschweigender Waffenstillstand eingetreten. Als Haynau am ungarischen Kriegsschauplatz erschien, hatte die kaiserliche Armee eine Defensivstellung an der Waag und Donau bezogen.
Bis Anfang Juni hatte Haynau seine Armee neu organisiert. Die Hauptarmee bestand wieder aus vier Korps, das 1. Corps unter General der Kavallerie Graf Schlick, das 2. erhielt jetzt FML Csorich, das 3. Corps stand unter FML Edmund zu Schwarzenberg, nach des letzteren Erkrankung übernahm es zunächst FML von Moltke, dann Baron Ramberg, das Reserve-Korps (später IV. Korps) stand unter FML Ludwig von Wohlgemuth und deckte die Waaglinie. Am 1. Juni traf bereits eine russische Division unter General Panjutin in Tyrnau ein und vereinigte sich am 4. mit der österreichischen Hauptarmee bei Preßburg. Am 9. Juni konnte die Brigade Perin des Reserve-Korps Wohlgemuth einen Übergangsversuch des ungarischen 1. Corps über die Waag bei Szered verhindern. Am 14. Juni begann die ungarische Donau-Armee die Waag zu überschreiten, die Brigade unter Generalmajor Pott widerstand aber bei Zsigárd und warf den Gegner im Zusammenwirken mit der Division unter Generalmajor Herzinger in Richtung auf Szered zurück.
Als FZM Haynau die Nachricht erhalten hatte, dass die russische Hauptmacht bereits am 17. und 18. Juni 1849 die Grenze Ungarns überschritten und Kaschau besetzt habe, befahl er die Wiederaufnahme des Vormarsches an die Donaulinie. Haynau gegenüber stand wie bisher die ungarische Donau-Armee unter Görgey mit dem 1. Corps unter General József Nagy-Sandor, dem 2. unter Asboth, dem 3. unter Knezić und die Division Kmety, sowie drei schwächere Formationen, im Ganzen etwa 58.000 Mann mit 229 Geschützen.

### Invasion der russischen Armee

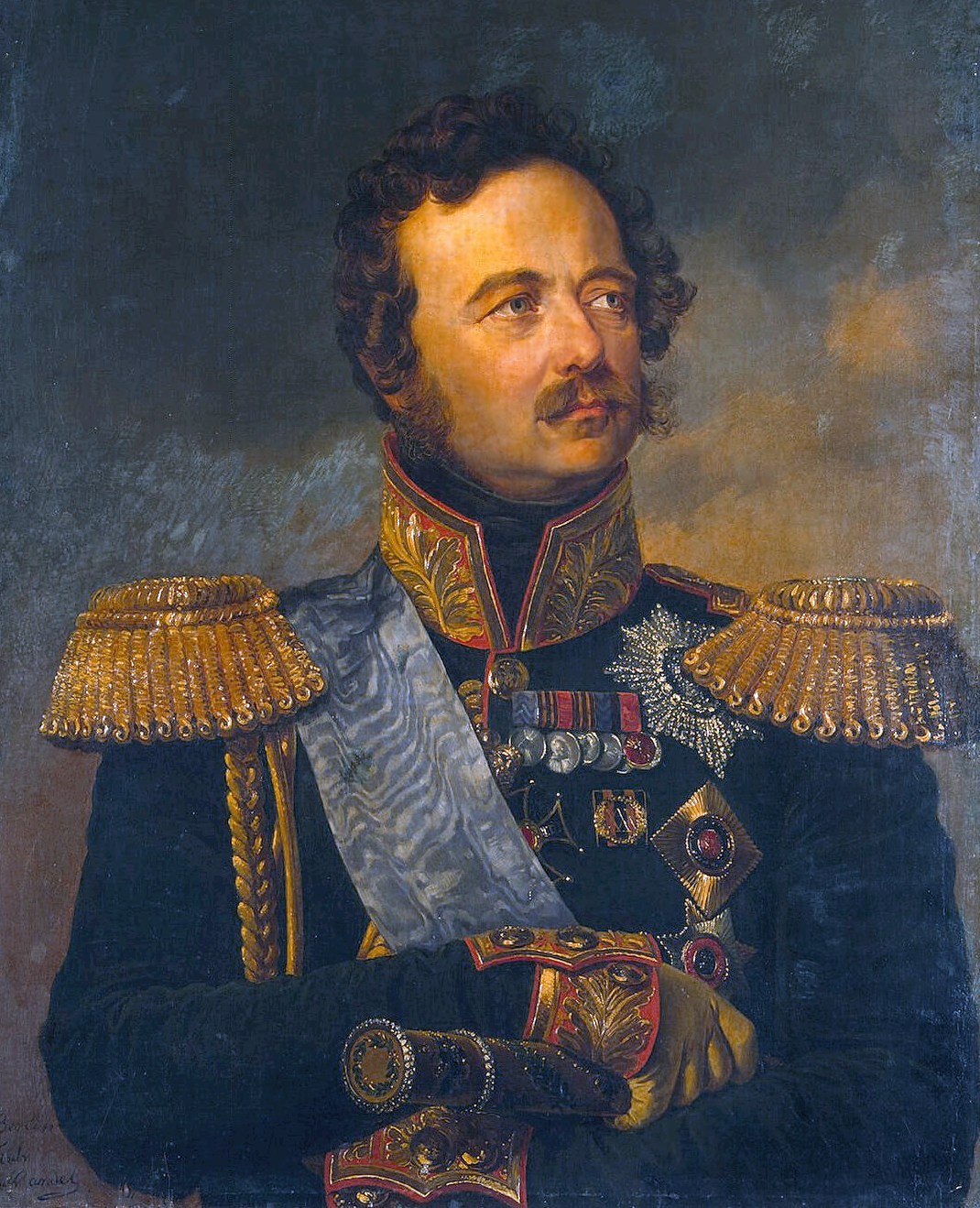
Feldmarschall Iwan Paskiewitsch-Eriwanski, Fürst von Warschau

Aus Polen, der Bukowina und der Walachei brach Mitte Juni die russische Armee mit 130.000 Mann und 464 Geschützen unter dem Fürsten von Warschau, Feldmarschall Iwan Paskewitsch, von drei Seiten in Ost- und Nordungarn ein. Am 17. Juni überschritt Paskiewitsch in drei Kolonnen (II., III. und IV. Armeecorps mit 66.700 Mann) die ungarische Grenze und drang über den Duklapass nach mehreren kleinen Gefechten bis Kaschau vor. Der ihm gegenüberstehende General Dembinski konnte mit seinen weit zerstreuten 18.000 Mann kaum an Widerstand denken. Die jetzt gegen Ungarn verfügbare kaiserliche und russische Streitmacht belief sich auf zusammen 275.000 Mann mit 600 Geschützen, denen die Ungarn insgesamt nur 135.000 Mann entgegenstellen konnten. Haynau vermied die direkte Zusammenarbeit mit den verbündeten Russen weitgehend, um der Frage des einheitlichen Oberbefehls entgehen zu können. Die ihm von Paskiewitsch über Krakau separat zugeführte Division unter Generalleutnant Panjutin war ihm aber als wichtige Verstärkung willkommen.

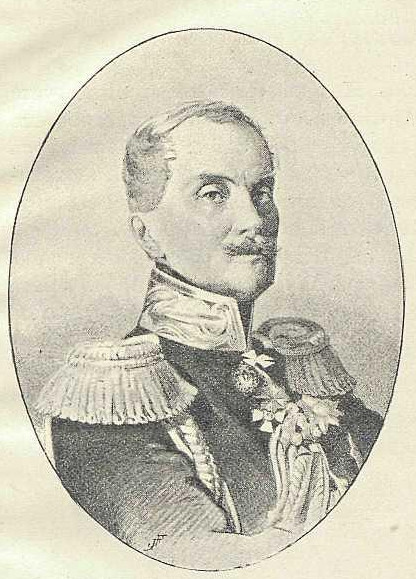
General Fedor Sergejewitsch Panjutin

Paskiewitsch hatte seine Stoßrichtung über Eperies und Miskolc auf die Donaulinie gerichtet, er drängte das ungarische 9. Korps unter dem polnischen General Jozef Wysocki zurück und versuchte sich möglichst zwischen der Armee Görgeys und die Österreicher hineinzudrängen. Am rechten Flügel deckte das Korps Grabbe mit 16.100 Mann über die Beskiden vorgehend den Vormarsch der Hauptarmee in Richtung zur nördlichen Waag und suchte über Neusohl vorgehend die Verbindung zu den dortigen Österreichern.
Der russische General Grabbe erhielt vom österreichischen Kriegsminister die Aufforderung, am linken Donau-Ufer gegen Neutra vorzugehen, um die ungarische Garnison in Komorn von Norden her zu bedrohen. Das Korps des Generals Osten-Sacken begleitete im Osten mit seinen 8.700 Mann durch seinen Grenzeinfall bei Stryj den Karpatenübergang der Hauptarmee als linker Flügel. Durch die Bukowina brach gleichzeitig das selbstständig operierende Korps unter Generalleutnant von Grotenhielm mit 8.200 Mann von Nordosten her in Siebenbürgen ein.

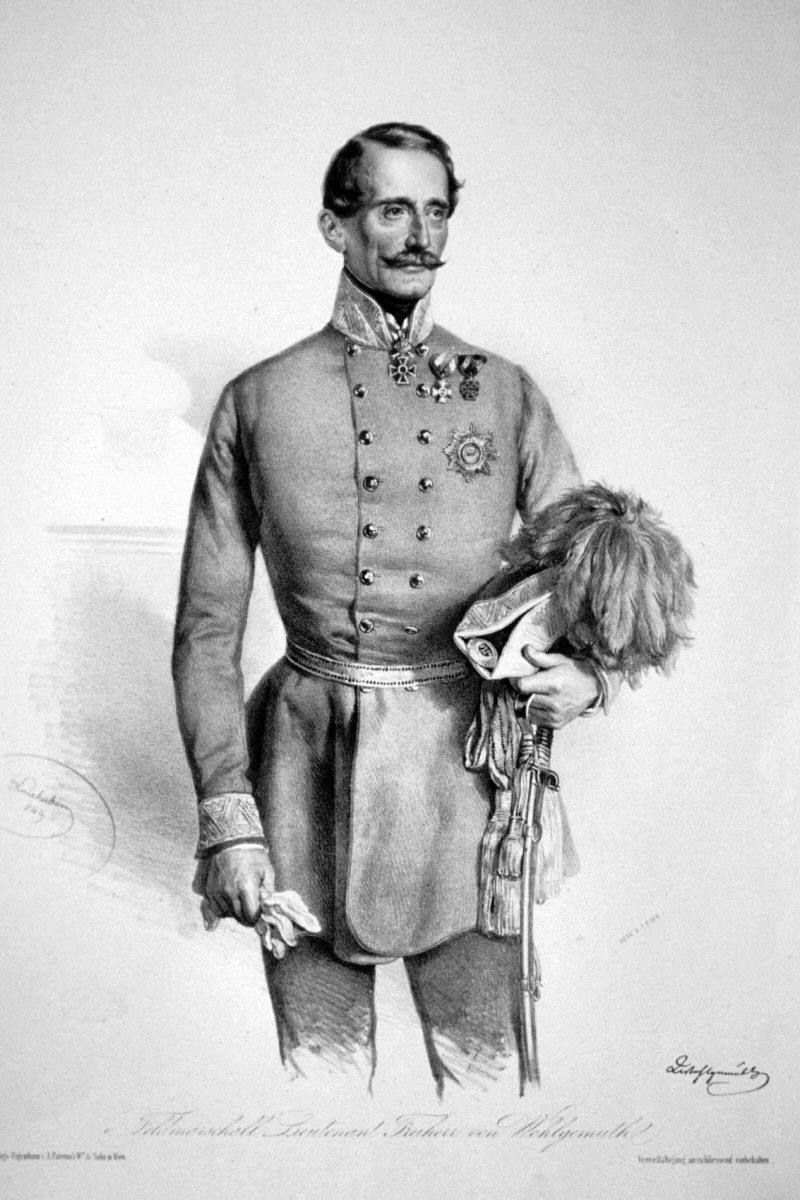
Ludwig Freiherr von Wohlgemuth, Lithographie von Joseph Kriehuber 1849

Das russische VI. Korps unter Generalleutnant Lüders drang aus der Walachei mit 25.000 Mann vom Süden her in Siebenbürgen ein und rückte auf Kronstadt vor. Der russische Vorstoß an der jetzt offenen Nord- und Ostfront der Ungarn zwang die Ungarn zur weiteren Zersplitterung ihrer jetzt zahlenmäßig völlig unterlegenen Streitkräfte und begründete für die Zukunft ein negatives politisches Verhältnis zum Zarenreich.
Der jetzt zum ungarischen Kriegsminister ernannte Görgey widerstrebte dem von General Klapka entworfenen Defensivplan für die Hauptarmee und ordnete trotz bedrohter Rückenstellung durch die Russen einen Gegenangriff gegen Haynau an. Mit seiner diktatorischen Vollmacht hatte zwar Kossuth General Bem zum neuen Oberbefehlshaber bestimmt, doch dieser war vorerst nicht verfügbar und stand noch fern des Haupt-Kriegsschauplatzes in Siebenbürgen.
Die kaiserliche Armee zählte, durch die 12.000 Mann starke russische Division Panjutin verstärkt, etwa 66.000 Mann Infanterie, 10.000 Reiter und 324 Geschütze. Feldzeugmeister Haynau erlangte infolge des Vorrückens des russischen Hauptheeres Wissen über den Abmarsch der feindlichen Donauarmee vor Komorn. Haynau bestimmte das II. Korps zur Aufrechterhaltung der Belagerung von Komorn und rückte mit dem I. Korps und dem (IV.) Reserve-Korps, sowie der Division Panjutin, das III. Armeekorps als Vorhut voran, gegen Ofen, wo er am 19. Juni seine Armee versammelte.
Am 20. Juni versuchte Haynau die durch den Anmarsch des ungarischen 2. Korps (Asboth) bedrohte Waag-Front, durch die Absendung der Division Herzinger des IV. Korps (mit 13.600 Mann, 1200 Reiter mit 54 Kanonen) sowie der russischen Division Panjutin (13.100 Mann) zu stützen. In der folgenden Schlacht von Pered am 21. Juni standen 27.900 Kaiserliche und Russen mit 102 Kanonen etwa 19.100 Ungarn mit 85. Kanonen gegenüber. Der österreichische Sieg wurde vor allem durch das Korps Wohlgemuth erkämpft. Das kaiserliche II. Korps (12.000 Mann, 900 Reiter und 42 Kanonen) hatte dabei über Serega-Akol zur Umfassung angesetzt. Das ungarische 3. Korps unter General Leiningen-Westerburg wurde in Pered durch die Russen und die österreichische Brigade Pott (Division Herzinger) angegriffen. Das Eingreifen des ungarischen 8. Korps (10.100 Mann unter Generalmajor Kostztolonyi) konnte die Brigade Theissing aus Királyrév drängen. Die Brigade Pott musste sich über Deáki, die Brigade Theissing über Szellye zurückziehen. Die Ungarn besetzten zwar Pered, wurden aber am 21. Juni durch das kräftige Eingreifen der Division Panjutin auf Negyed zurückgeworfen und ging über die Waag zurück. Das geschlagene ungarische 2. Corps verlor 2602 Mann und 4 Geschütze, das weniger involvierte 3. Corps 518 Mann, zusammen 3.120 Mann.

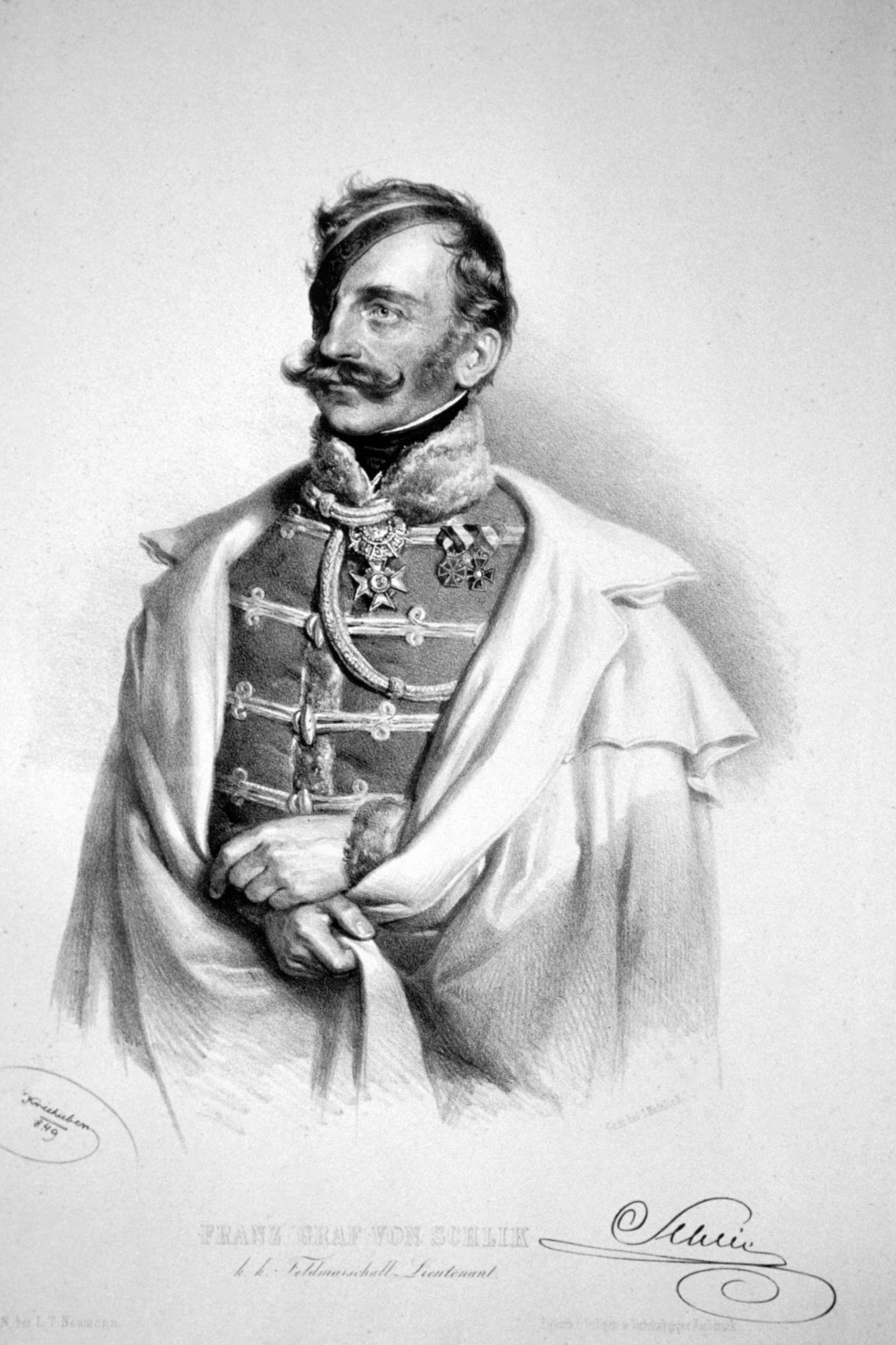
Franz Graf Schlik, Lithographie von Josef Kriehuber, 1849

Am 26. Juni hatte sich der junge Kaiser Franz Joseph zur Armee nach Ungarn begeben, FZM Haynau erließ an diesem Tage an seine Truppen aus seinem Hauptquartier in Ungarisch-Altenburg den Befehl zur Wiederaufnahme des Vormarsches. Das Gros der Österreicher vollzog bis zum 27. Juni den Wechsel auf das südliche Donau-Ufer und rückte auf den Raab-Abschnitt vor, wo am 27. Juni die ungarische Division Kmety im Raum Ihaszi vertreiben konnte. Am 28. Juni griff die am rechten Donauufer umgruppierte kaiserliche Armee das ungarische 7. Corps unter General Pöltenberg in der Schlacht bei Raab mit dem I. und III. Korps sowie dem (IV.) Reserve-Korps an, während das II. Korps am linken Ufer in der Schütt operierte. Die ungarische Besatzung musste Győr räumen und wurde durch die weiteren Angriffe des Korps Schlick zum Rückzug gegen Ács gezwungen, nachmittags konnte die kaiserliche Armee in Győr einziehen. In Pest wurde am 29. Juni eine letzte Konferenz der ungarischen Regierung in ihrer offiziellen Hauptstadt gehalten, dabei wurden alle Bestrebungen die Offensive nach Westen fortzuführen, wegen des russischen Einmarsches endgültig aufgegeben und die Konzentration der Hauptarmee im Raum der Festung Komorn beschlossen. 

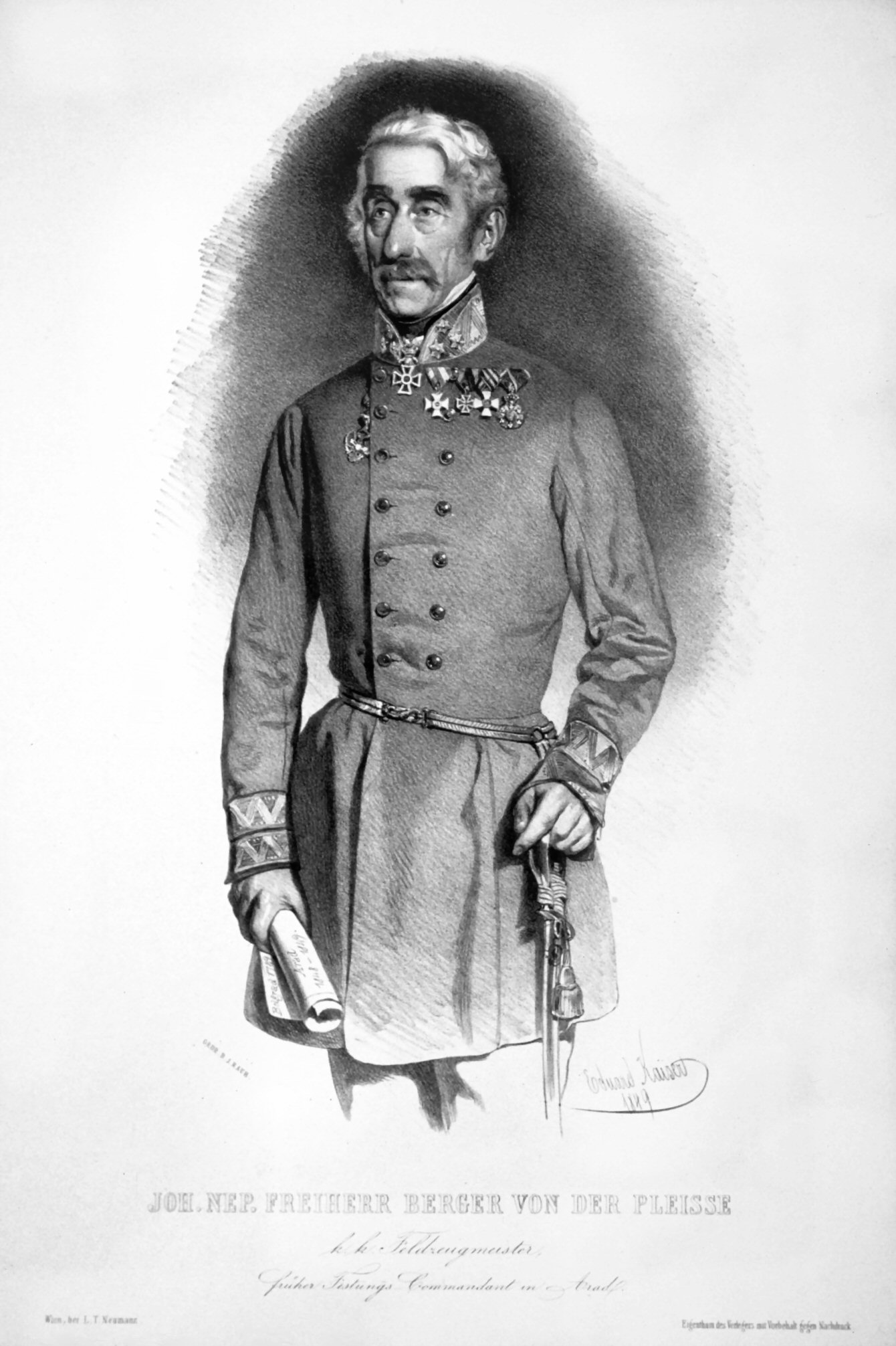
Johann Berger, Kommandant von Arad, Lithographie von Eduard Kaiser, 1849

Zur Eroberung der Festungen Arad und Temesvar war General Carl Vecsey (1806–1849) mit dem 5. Corps bestimmt worden. Bis zum Juli 1849 hielt sich die Festung Arad unter dem österreichischen General Johann Nepomuk Berger, Arad wurde dann von den ungarischen Aufständischen eingenommen, die sie im späteren Verlauf der Revolte zu ihrem Hauptquartier machten. FML Rukavina war am 25. April mit 8.800 Mann in der Festung eingeschlossen worden und hatte durch Seuchen und Hunger nur mehr 5600 Mann zur Verfügung.

### Kämpfe bei Komorn

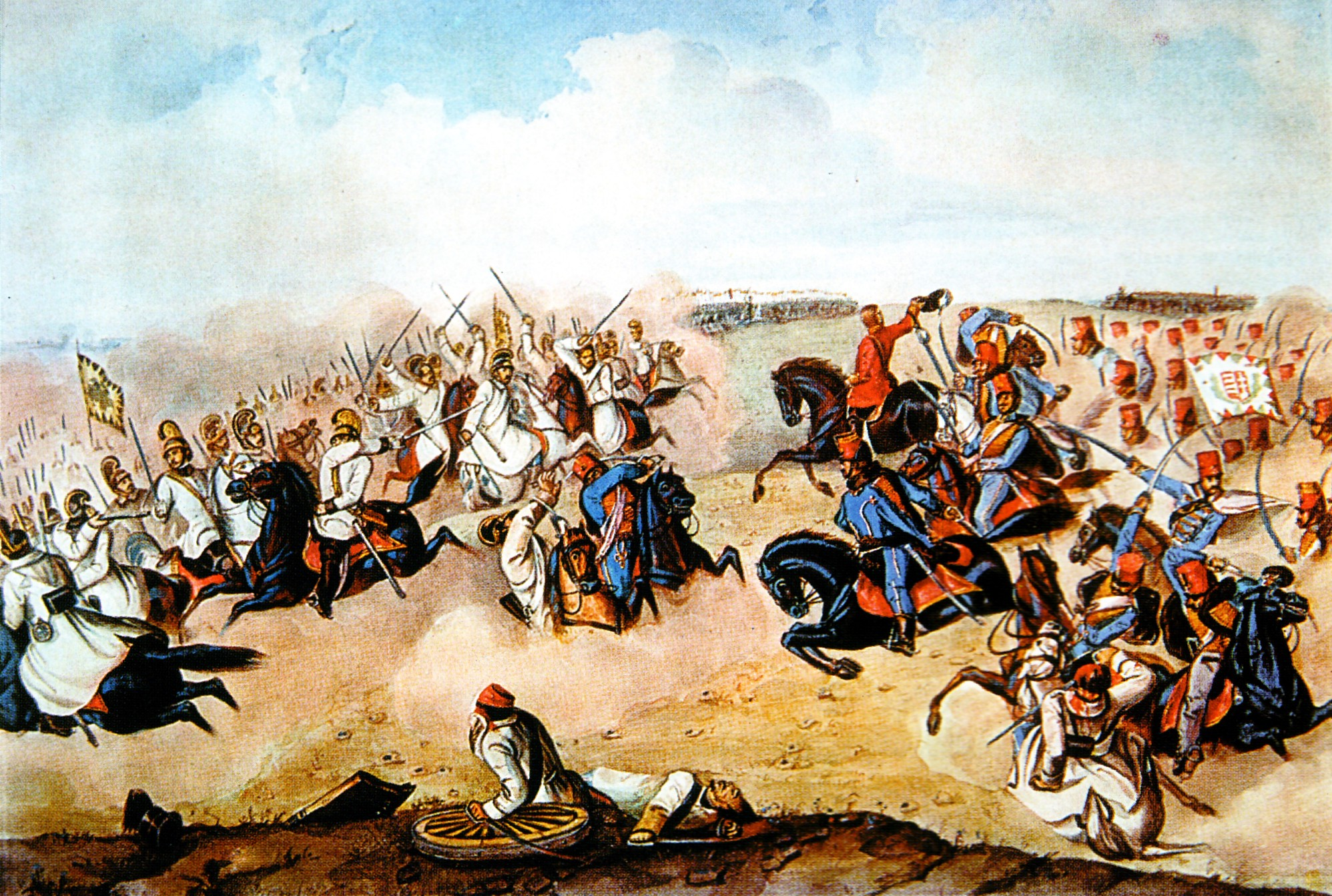
Kavalleriekämpfe bei Komorn

Nach der Einnahme der Festung Raab (28. Juni) konzentrierte FZM Haynau die österreichische Hauptarmee bei Komorn. Er versammelte etwa 42.400 Mann, 7.300 Reiter, dazu unterstützten 176 Kanonen, etwa 16.000 Mann waren aber wegen einer Seuche nicht direkt einsetzbar. Am 30. Juni begann der Angriff auf Komorn, General Klapka verteidigte die Festung mit über 36.000 Mann, er verfügte über das 3., 7. und 8. Korps unter den Generalen Leiningen-Westerburg, Pöltenberg und Aschermann. Die Ungarn hatte sich bereits hinter starken Schanzen zurückgezogen; nur auf dem linken Flügel ihrer Stellung hatten sie den Ort Szőny stark besetzt gelassen. Das österreichische I. Korps ging von Ács und Lovad gegen Komorn vor. Haynau ließ am 1. Juli auch sein Reserve-Korps von Igmánd über Puszta-Csém, rechts davon die Kavallerie-Division Bechtold und dahinter die russische Division Panjutin nachziehen. Um sich den Weg nach Stuhlweißenburg freizukämpfen, versuchte Görgey nochmals einen Ausfall aus der Festung. Der Kampf des ungarischen 1. Corps spielte sich wieder um den Besitz des Waldes von Ács ab. Nach der Schlacht bei Ács vom 2. Juli kehrten beide Gegner nach unentschiedenem schwerem Kampf in die Ausgangsstellungen zurück. 

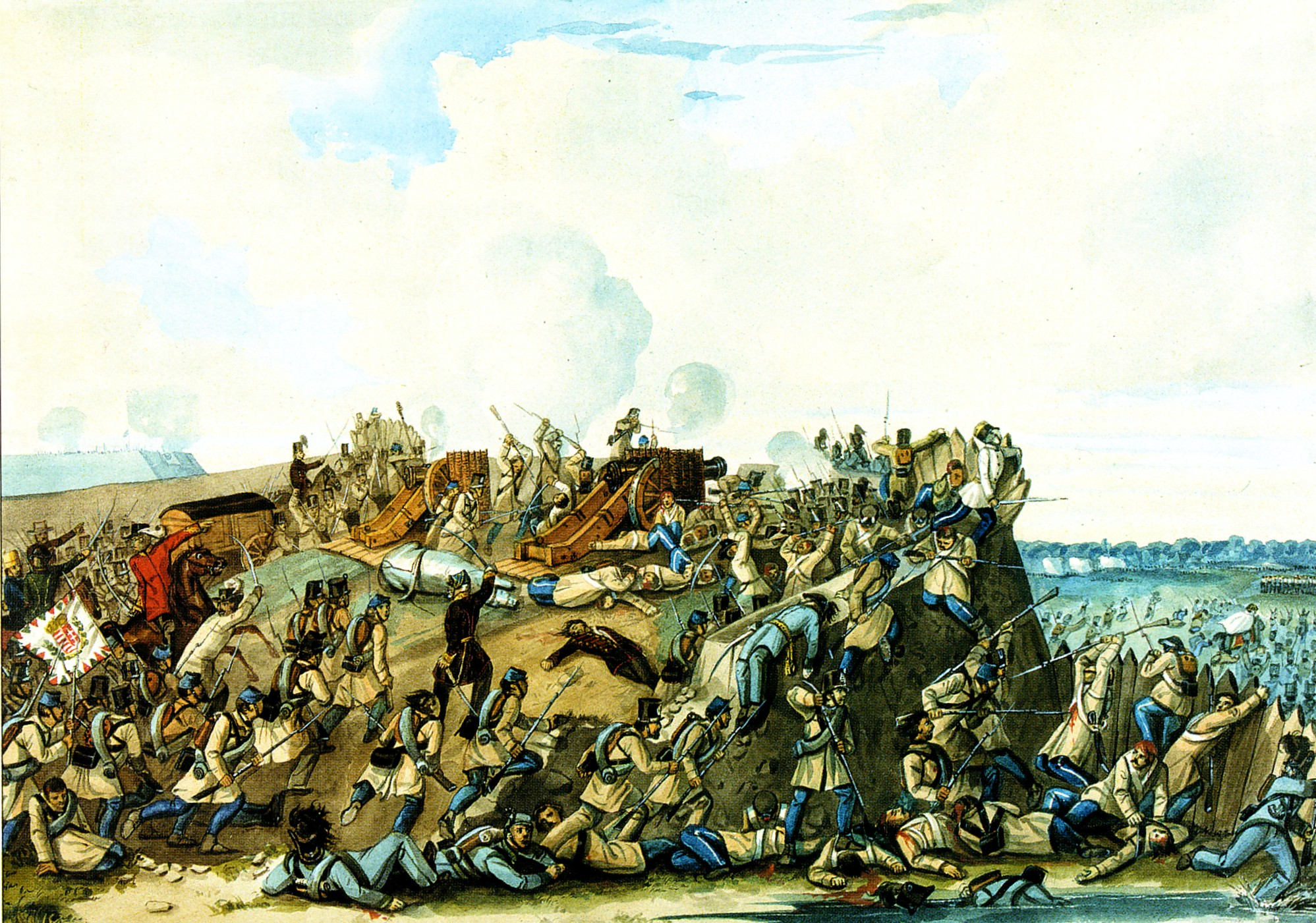
Schlacht bei Komorn

Am 3. Juli begann Haynau einen neuerlichen Angriff auf die Festung Komorn.
Die von General Joszef Bayer, Görgeys Generalstabschef, für den 9. Juli geplante Dritte Schlacht bei Komorn musste wegen Abwarten benötigten Nachschubs auf den 11. Juli verlegt werden. Da Görgey wegen Wundfieber noch nicht dienstfähig war, lag die Leitung des Kampfes in den Händen von General Klapka. Dieser führte seinen Hauptangriff ohne Reserven und verzettelte seine Kräfte auf der ganzen Linie. Baron Haynau ließ seine von Puszta-Csém gegen Puszta-Harkály herankommende Division Herzinger und die von Igmánd vorrückende russische Division Panjutin, rechts von Csém in die Schlacht eingreifen. Bis etwa 17 Uhr waren die Ungarn auf allen Punkten geworfen und mussten sich wieder in die Festung zurückziehen. An demselben Tage rückte der österreichische Major Wussin mit seinem Detachement in Ofen ein, während Kosaken unter Oberst Graf Adlerberg gleichzeitig in Pest eingetroffen waren und die Verbindung mit den Österreichern herstellten. FML Ramberg folgte am 12. Juli mit seiner Division nach und nahm förmlichen Besitz von Buda-Pest. Die aus Pest geflüchtete ungarische Regierung brachte ihre Banknotenpresse nach Szegedin an der Theiß, wohin Haynau die Verfolgung einleitete.
Schon am 6. Juli wurden die Generale Aulich, László Csányi und Ernő Kiss von Kossuth nach Komorn geschickt, um Görgey zum Rückzug zu bewegen. Die ungarische Hauptarmee (24.035 Mann Infanterie, 4.019 Reiter und 137 Geschütze) verließ mit drei Korps (I., III. und VII. Korps) die Festung Komorn im Laufe des 13. Juli und zog sich auf die Theiß in Richtung auf Szegedin zurück, wo jetzt die ungarische Regierung ihren Sitz genommen hatte. In Komorn verblieb General Klapka mit 18.260 Mann (II. und VIII. Armeecorps), 48 Feld- und 350 Festungsgeschützen zurück, Görgey zog sich mit seiner Hauptmacht nach Vác (Waitzen) zurück.

### Operationen der Armee Paskiewitsch

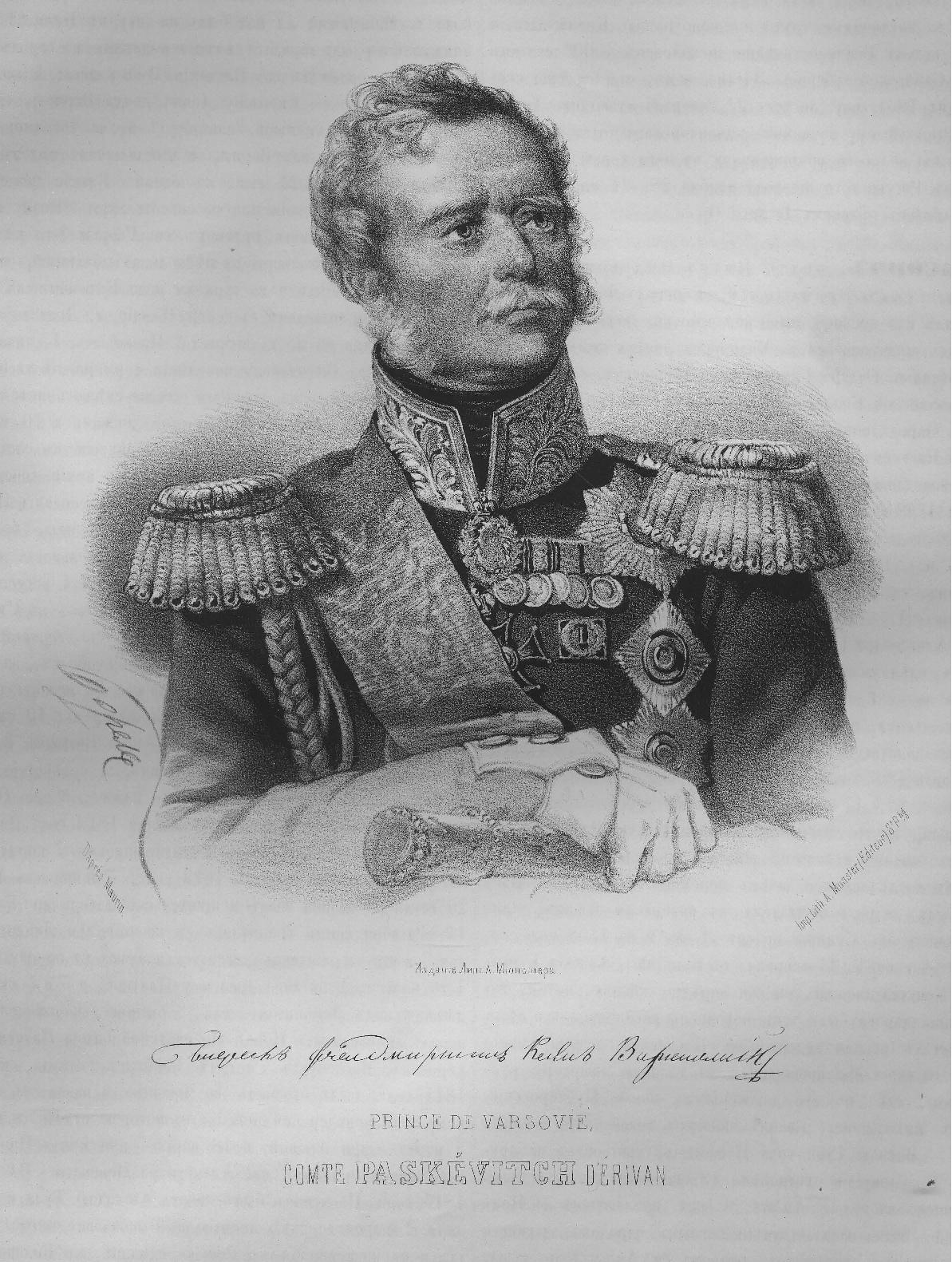
Feldmarschall Iwan Paskiewitsch, Fürst von Warschau

Im Juli 1849 standen bereits starke russische Verbände, die die ungarische Armee zahlenmäßig bei weitem übertrafen, auf ungarischem Boden. Görgeys Streitmacht zählte nach seinem Abzug vor Komorn noch 33 Bataillone, etwa 43 Eskadronen und 130 Geschütze. Er versuchte den Durchbruch über Waitzen und Gödöllő gegen Cegléd in Richtung Osten zur Theiß, wobei die Armee des General Perczel mit einem Angriff in der Richtung auf Aszód unterstützen sollte.
Währenddessen hielt Haynau am 16. Juli seinen Einzug in das kampflos aufgegebene Pest, seine Armee bezog Stellung am Rakosbach. Er entschloss sich, die Operationen zügig zur Theiß fortzuführen. Auch wenn es Görgey gelang, über Waitzen nach Osten auf Gödöllő vorzurücken, so war das dazwischen liegende russische III. Korps stark genug, um ihn festzuhalten, bis das russische 2. und 4. Korps derweil Perczels zurückwerfen konnten. Bei diesem Sachverhalt wäre auch das österreichische III. Armeekorps (FML Ramberg) früh genug heran, um aus den Raum Pest gegen Gödöllő in die rechten Flanke der Ungarn vorzurücken. Um 10 Uhr vormittags traf das 1. Insurgentenkorps (Nagy-Sandor) vor Waitzen ein und besetzte sie mit Infanterie und bezog mit seiner Kavallerie und den Geschützen eine vorteilhafte Aufstellung vor Waitzen, den rechten Flügel am Donau-Strom angelehnt, den linken an Waitzen.
Der russische Generalleutnant Saß, die Avantgarde des III. Korps bildend, eilte am 15. Juli mit 8 Bataillonen und 16 Eskadronen, später durch eine Kavallerie-Brigade des 2. Armeekorps verstärkt, gegen Waitzen heran und griff um 2 Uhr nachmittags die ungarische Stellung an. Nach einem heftigen Geschützkampf gewann General Saß einige Vorteile, gegen 15 Uhr traf auch das ungarische 3. Korps (Leiningen-Westerburg) in Waitzen ein. Als von Hatvan her auch die restlichen Truppen unter General der Kavallerie Graf Fjodor Rüdiger (1783–1856) eintrafen, konnte er die ungarische Hauptmacht festhalten, bis die beiden anderen Korps heran waren. Am 15. Juli nachmittags rückte Paskiewitsch selbst mit dem II. Armeekorps von Hatvan über Acsa heran und eröffnete die dreitägigen Gefechte bei Waitzen.
Am 16. Juli war aber auch das ungarische 7. Korps unter General Pöltenberg bei Waitzen eingetroffen, wo sich jetzt etwa gleich starke Kräfte gegenüberstanden. Statt mit ganzer Kraft anzugreifen, blieb Görgey aber in und vor Waitzen stehen, um seine nach dreitägigem Marsch erschöpften Truppen einen Rasttag zu gönnen. In der Nacht vom 16. zum 17. Juli brach Görgey von Waitzen auf, um sein Heer, das in Front und Rücken in die Zange geraten war, nach Norden in Richtung auf Debrecen zu retten. Leiningen hatte mit dem 3. Korps bei Waitzen für die Deckung dieses Rückzuges zu sorgen. Das bei Szegedin versammelte ungarische Hauptheer, jetzt wieder unter dem Oberbefehl des Polen Dembinski, zog sich nach dem Anmarsch Haynaus auf das linke Theiß-Ufer zurück.
Die ungarische Theiß-Armee unter Perczel hatte am 16. und 17. Juli folgende Positionen inne: Das 9. Korps stand bei Abony, das 10. Korps hielt eine Division ebenfalls bei Abony, die anderen bei Szolnok. Die jenseits der Theiß stehende Division unter General Knezich wurde auf Tokaj vorgeschoben, wo man begann Befestigungen anzulegen. Das wichtige Großwardein blieb durch Reservetruppen gedeckt. Im Morgengrauen des 17. Juli nahm das ungarische 7. Korps Stellung, um gegen die Russen Front zu machen. Das russische Kanonenfeuer brachte Pöltenbergs Bataillone erhebliche Verluste. Ein kühner Kosakenangriff auf Waitzen brachte einen Teil des Korps Leiningen in Gefahr abgeschnitten zu werden. Nach einer heillosen Verwirrung erschien Görgey, selbst an einer Kopfwunde leidend, und stellte die Ordnung in seinen Reihen und bei den sich zurückziehenden Einheiten wieder her.

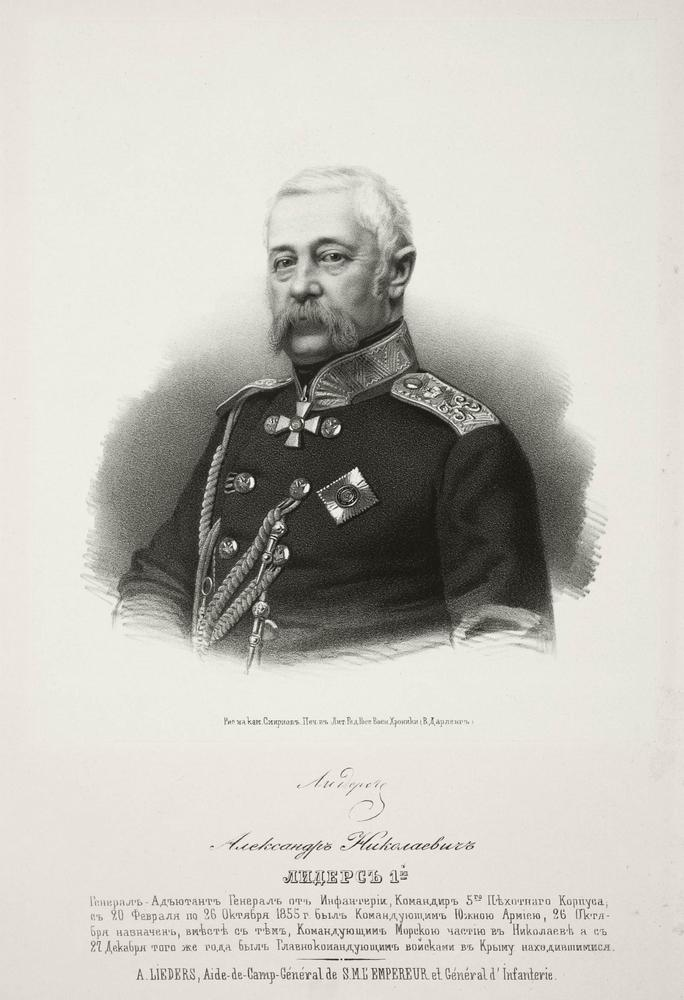
General Alexander Nikolajewitsch Lüders

Paskiewitsch hatte das allgemeine Vorgehen des russischen III. Armeekorps gegen Waitzen befohlen. Görgey bezog am Abend eine Stellung auf den Höhen hinter dem Ort Rétság und wurde von der russischen Division unter General Anrep angefallen. Das Korps Leiningen folgte der Hauptmacht auf der Straße nach Balassagyarmat. General Rüdiger folgte mit dem Gros des III. Korps nach, das russische II. Korps blieb in Waitzen stehen. Indessen war auch das Korps Grabbe zur Vereinigung mit der Hauptarmee auf der kürzesten Linie befohlen worden. General Grabbe war am 19. Juli von Altsohl aufgebrochen und marschierte über Szenograd und Kékkő nach Balassagyarmat vor, kehrte aber am 21. mit seinem Korps nach Altsohl zurück, um von dort auf besseren Wegen schneller gegen Losoncz vorrücken zu können. Hinter Losoncz prallte Grabbe unversehens auf die Vorposten des ungarischen 1. Korps unter Nagy-Sandor. Die Arriere-Brigade unter General Chruljow sah etwa 9.000 Mann mit 40 Geschützen vor sich und stellte ihn am 20. Juli zum Kampf. Er siegte am 20. im Gefecht bei Tura, nochmals am 24. Juli bei Görömböly und am 25. am Sajófluss, drängte die feindliche Nachhut an die Theiss und nahm am 28. Juli Debrecen ein.
Das russische V. Korps unter General Lüders operierte derweil in Siebenbürgen sehr erfolgreich gegen General Bem, der sich mit 14.000 Mann und 26 Kanonen die Richtung auf Hermannstadt zurückziehen musste. General Lüders traf in Gálfalva ein, von wo Bem nach Mediasch ausgerückt war. Eine russische Brigade unter General Hasford war bereits zuvor in Hermannstadt erschienen, zog aber nach Bems Anmarsch nach Talmesch ab, um sich dort bis zur Ankunft der Hauptkräfte zu halten.
Am 23. Juli befand sich Görgeys Hauptquartier in Alsózsolca, unweit von Miskolc. Das russische IV. Armeekorps unter General der Infanterie Tscheodajew war nach dem misslungenen Versuch, Miskolc vor Görgey zu erreichen, bis zum 24. Juli in Ábrány stehen geblieben und vereinigte sich in den folgenden Tagen mit den Truppen des Generals Grabbe. Am 24. Juli setzte das russische IV. Korps von Ábrány über Harsány in Bewegung und griff die zurückgebliebenen Teile des ungarischen 7. Korps an, welche nach einigen Kanonenschüssen ihre Stellung am linken Sajo-Ufer aufgab.
Paskiewitsch hatte von Tiszafüred aus das Vorrücken seiner Armee auf Debrecen eingeleitet, bis er die Nachricht erhielt, dass Görgey erneut Miskolc besetzt habe. Der Fürst beschloss vorerst das Vorgehen auf Debrecen zu verschieben und ließ sein II. und III. Armeekorps am 29. Juli nach Csege vorgehen. Damit gleichzeitig näher an dem bei Csát dizlozierten IV. Armeekorps stehend, das von Miskolc gegen die Theiß deckte, war der russische Feldmarschall Herr beider Theiß-Ufer. Schon am 30. Juli musste darauf Görgey seine eingenommene Stellung wieder aufgeben und zog sich nach Tokaj zurück.
Zur Wiederherstellung der abgebrochenen Verbindung zum Korps Grabbe entsandte Paskiewitsch die Division des Generals Glasenapp über Csát nach Pápa zur Unterstützung des IV. Armeekorps auf das rechte Ufer der Theiß. Nachdem das Korps Osten-Sacken die Besetzung von Tokaj gelungen war, sah Paskiewitsch seine rückwärtigen Linien ausreichend gefestigt, zog die Masse seiner Truppen nach Csege heran, um wieder gegen Debrecen vorzugehen.
Am 31. Juli suchte das Korps Grabbe die Verbindung mit dem von Kaschau anrückenden Korps Osten-Sacken zu erreichen und rückte von Putnok nach Edelény vor. Das russische III. Korps – vereinigt mit dem Korps Grabbe, welches zu diesem Zwecke zwischen Miskolc und Rima-Szombath verblieb –, sowie das über die Karpaten nachfolgende Reservekorps des Generals von Osten-Sacken, eine Truppenmacht von 76 Bataillonen, 72 Eskadronen, zusammen etwa 55.000 Mann und 6.000 Reiter mit 250 Geschützen, hätten ausgereicht, die erschöpfte, kaum noch 24.000 Mann starke Insurgenten-Armee Görgeys schon am Sajo zur Niederlegung der Waffen zu zwingen – doch eine Cholera hatte den Truppenbestand bedeutend dezimiert. Paskiewitsch wollte über Debrecen nach Großwardein vorrücken und die Verbindung mit der österreichischen Armee herstellen, von welcher das I. Armeekorps bereits am 1. August auf das linke Theiß-Ufer übergangen war und gegen den Maros operierte. Das Korps Osten-Sacken blieb bei Tokaj zur Deckung des Überganges stehen und erhielt Befehl, Munkács einzuschließen und bis an die Quellen der Theiß vorzugehen.
In Siebenbürgen schlug derweil am 31. Juli der dreifach überlegene russische General Lüders (14. und 15. Division mit 20.800 Mann und 56 Kanonen) die Truppen General Bems (6.800 Mann und 12. Kanonen) in der Schlacht bei Schäßburg (Segesvár) vernichtend. Bem entkam der Gefangennahme mit knapper Mühe in Richtung auf Großwardein und erhielt am 8. August den Oberbefehl über die am 5. August in der Schlacht von Szőreg geschlagene Südarmee, die ihrerseits auf Temesvar zurückwich.

### Vorstoß Haynaus zur Theiß und südlich der Maros
Am 22. Juli eröffnete Feldzeugmeister Haynau seinen Sommerfeldzug in Richtung auf Szegedin, wo die ungarische Revolutionsregierung bis 28. Juli tagte. Das österreichische III. Armeekorps (FML Ramberg) rückte vom 23. Juli über Soroksár, Laczhaza und Szent-Miklos bis 29. Juli nach Mélykút vor. Das österreichische IV. Armeekorps, das jetzt unter der Führung des FML Fürst Franz de Paula von und zu Liechtenstein stand, brach erst am 24. Juli von Pest auf, erreichte am 26. Cegléd und schob seine Avantgarde-Brigade Benedek nach Abony vor. Haynaus I. Korps hatte derweil Kecskemét besetzt.
Vor dem österreichischen Anmarsch bedroht, verlegte die ungarische Regierung am 28. Juli ihren Hauptsitz weiter nach Osten, in die damals eroberte Festung Arad am Maros. Zur Verfolgung des Gegners zog Haynau auch das I. Korps von Komorn heran, das über Pesth und Cegled folgend in Abony eintraf und am 30. Juli Szolnok besetzte.
Ein weiter südlicher stehendes Streifkorps unter Oberst Althann rückte von Baja aus am 30. Juli nach Maria-Theresiopel vor, besetzte die Stadt kampflos und vereinigte sich in Kanizsa mit dem anrückenden Korps Ramberg.

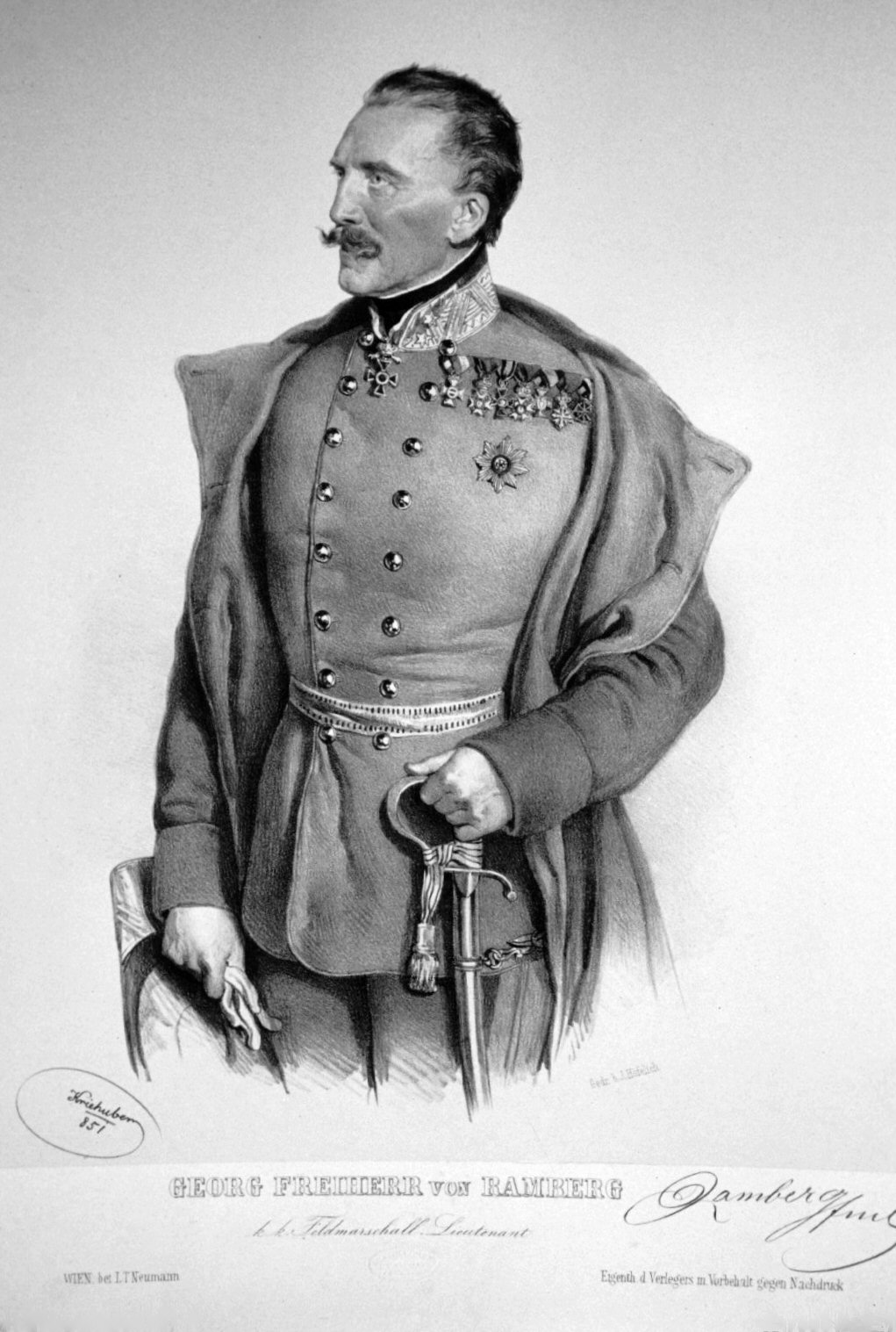
Georg Heinrich von Ramberg, Lithographie von J. Kriehuber

Am 29. Juli hatte Haynau sein Hauptquartier in Felegyhaza aufgeschlagen, wo er mit dem Gros seiner Truppen den Angriff auf Szegedin vorbereitete. Beim Vormarsch deckte das I. Korps unter Schlick die linke Flanke bei Czibakhaza, das III. Korps war über Maria-Theresiopel im Vorgehen auf Alt-Kanizsa. Das IV. Armee-Korps des Fürsten Lichtenstein wurde in Richtung auf Szegedin nachgesandt; die Division Panjutin folgte mit der Artillerie-Reserve in derselben Richtung und stand bei Klarafalva.

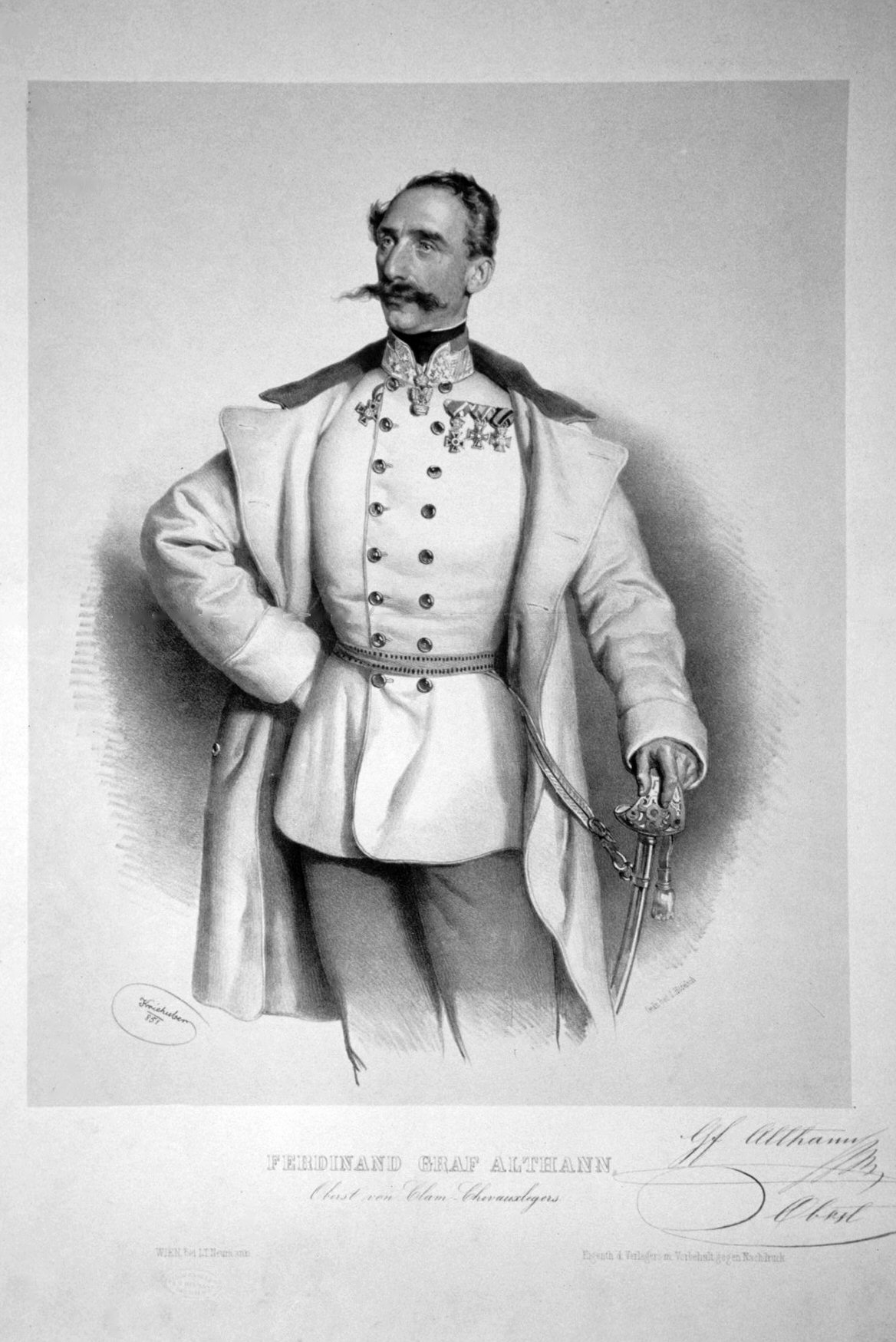
Michael Ferdinand Graf von Althann, Lithographie von Josef Kriehuber

Am 2. August wurde Szegedin, welches die Ungarn kampflos geräumt hatten, durch die österreichischen Truppen besetzt. Haynau hatte mit dem III. Corps (Ramberg) den Theiß-Übergang bei Kanisa am 3. August erzwungen, die Division Panjutin und das IV. Korps (Liechtenstein) war schon am 4. August bei Szegedin über den Fluss gegangen.
Am 3. August wurde im Hinterland das schwache österreichische Zernierungscorps vor Komorn auf Puszta-Harkaly durch einen Ausfall Klapkas zurückgeworfen; zwei Brigaden zogen sich nach Pressburg, eine nach Pered zurück, Komorn war erneut freigekämpft. Die Ungarn besetzten sogar kurzfristig Raab und streiften an beiden Donauufern. Während die Hauptmasse der Insurgenten in Ostungarn ihrem Untergang entgegenging, zog Feldzeugmeister Graf Nugent sein 2. Reserve-Korps, etwa 9000 Mann, über Stuhlweißenburg nach Komorn vor. Ende Juli hatte auch die kaiserliche Südarmee unter dem Banus Jellacic den Raum nördlich von Szlankamen zur Unterstützung Haynaus forciert, eine Division seines Korps war zur weiteren Zernierung von Peterwardein zurückgeblieben. Das neue Lager wurde bei Vilova und Titel bezogen, eine Division unter FML Dietrich hielt mit drei Brigaden einen Brückenkopf am westlichen Theißufer.

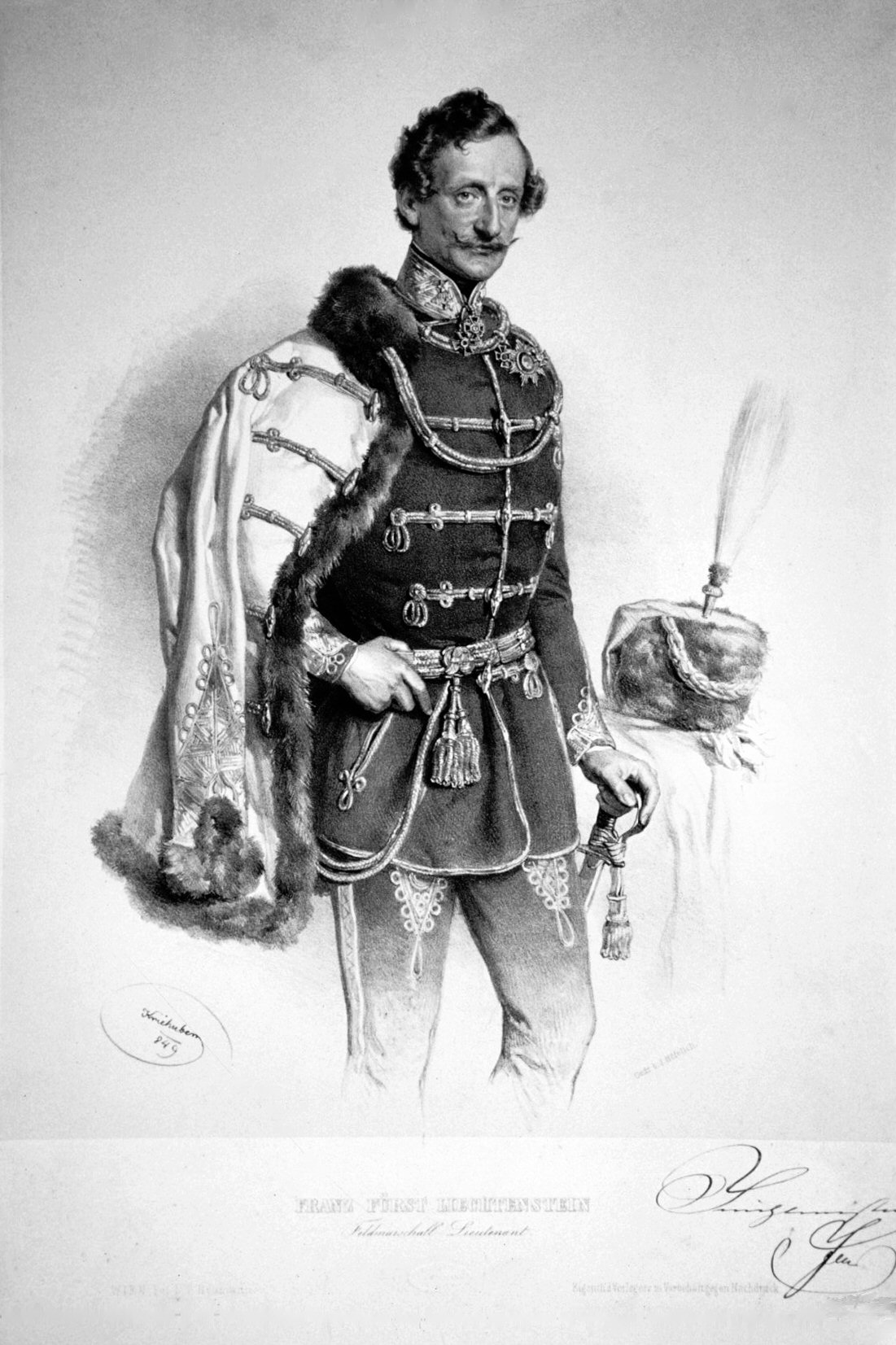
Franz von und zu Liechtenstein, Lithographie von J. Kriehuber, 1849

Am 5. August traf Haynau mit seinem IV. Korps in der Schlacht von Szőreg auf die ungarische Theißarmee. Die ungarische Armee, etwa 33.000 Mann stark, jetzt unter dem Befehl des General Dembinski, hatte das Westufer der Theiß aufgegeben. Das ungarische 10. Korps unter Dessewffy und die Polnische Legion unter Wysocki wurden umgangen und zurückgeworfen. Das I. Corps unter dem Grafen Schlick war am 4. August bei Makó über den Maros gegangen und erschien im Rücken der bei Szőreg geschlagenen Ungarn. Panjutin verfolgte das ungarische 9. Korps unter General Gal am südlichen Maros über Deszka.
Haynau rückte derweil mit 28.000 Mann, 6.600 Reitern und 192 Geschützen zum Entsatz von Temesvár weiter nach Südosten vor. Zur Deckung der nördlichen Flanke gegen Arad und Großwardein hatte das I. Korps des Grafen Schlick im Maros-Tal bis Arad vorzugehen und sich auf gleicher Höhe mit dem im Zentrum vorrückenden IV. Korps zu halten. Am Südflügel begleitete das III. Korps unter Ramberg den Stoß über Banat-Komlos und deckte gegen schwache ungarische Verbände unter General Kmety.

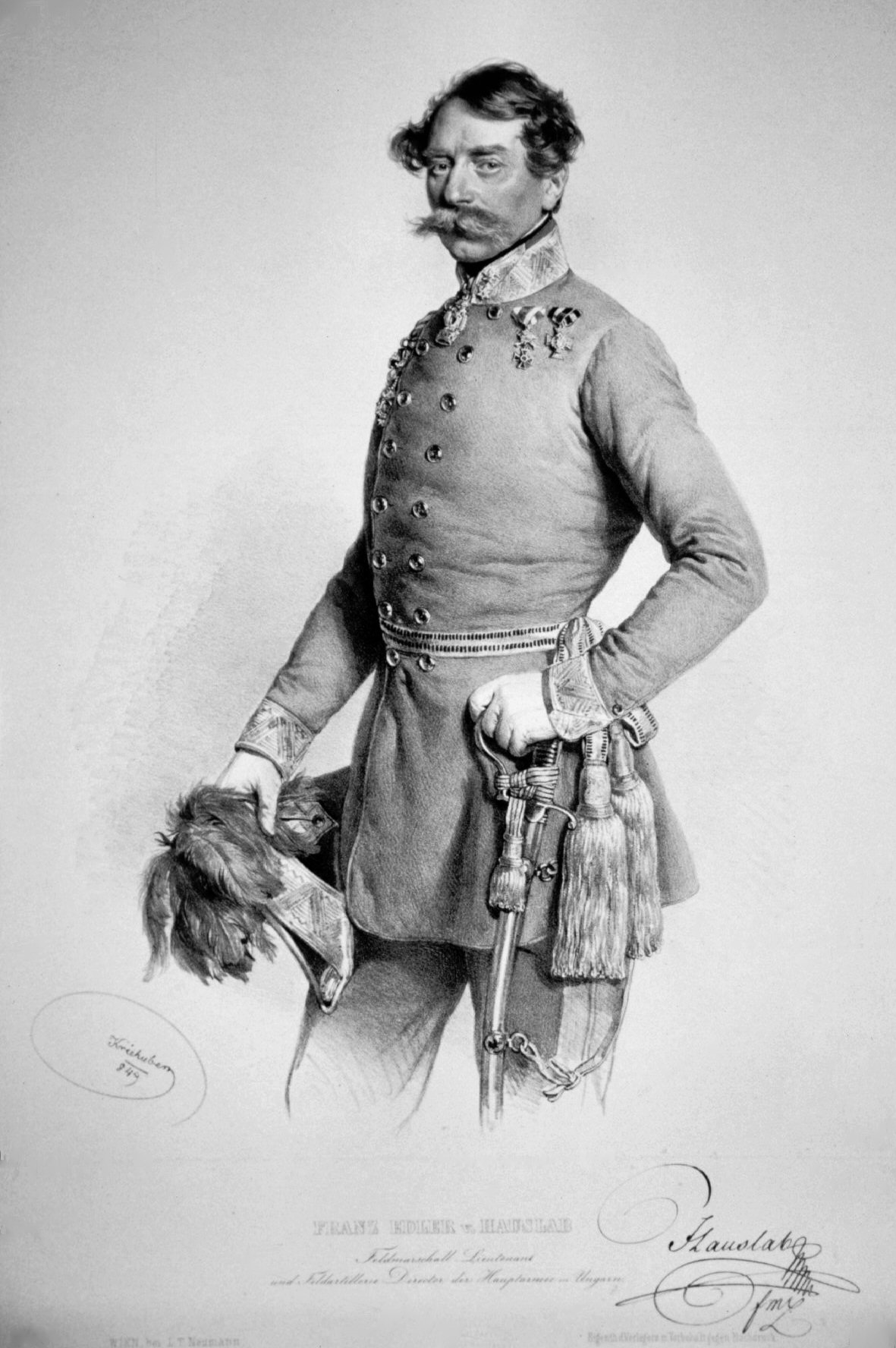
Franz von Hauslab Lithographie von Josef Kriehuber, 1849

Noch einmal versuchte die ungarische Armee in Stellungen nordwestlich vor Temesvár standzuhalten. Am 9. August siegte Haynau in der Schlacht bei Temesvár, die Ungarn unter Bem und Dembinski hatten 54.000 Mann, davon 10.000 Milizsoldaten zusammengezogen. Die Vorhut des kaiserlichen IV. Korps (Fürst von Liechtenstein) war mit der Kavallerie-Division unter General Wallmoden über Knec und Hadony vorgegangen. Das kaiserliche III. Korps unter FML Ramberg und die russische Division Panjutin mit 12.000 Mann Reserve gingen bei Kis Bescherek in Stellung. Das ungarische 5. Korps unter General Vecsey hielt die Belagerung aufrecht, während Bem mit der Hauptmacht den Gegenangriff versuchte. Am linken Flügel war die Division Kmety bei Szakalhaz, das 4. Korps unter Richard Guyon im Wald von Csok, im Zentrum das Korps unter Gal, am rechten Flügel das 10. Korps unter Dessewffy aufmarschiert. Die gesamte Front war durch den Nyarad-Bach gedeckt, Bems auffahrende Artillerie hielt Haynaus Bataillone auf zwar anfangs auf Distanz, erlitt dann aber durch die stärkere Feuerführung der Kaiserlichen unter Generalmajor Hauslab schwerere Verluste. Am Südrand der Festung fuhren gegen 16 Uhr bei Szt. Andras 24 Geschütze der Division Herzinger auf und dezimierten die Linie der ungarischen Milizen. Bems Armee begann sich ohne großen Infanteriekampf aufzulösen, die Reste flüchten nach Lugos. Der Rest der Empörung war niedergeschlagen, die in Temesvár belagerte kaiserliche Garnison befreit.
Görgeys Armee, derweil von der russischen Hauptmacht verfolgt, versuchte sich mit den Truppen Bems und Dembinskis bei Lugos zu vereinigen. Die Truppen des Grafen Schlick vereitelten jedoch dieses Vorhaben, indem sie am 10. August die aus Arad vorgeschickte ungarische Avantgarde bei Dreispitz zurücktrieben. Die russische Division Panjutin erhielt bereits Befehl, die österreichische Hauptarmee zu verlassen und seine Division nach Arad zu bringen, um sich dort mit dem III. Korps unter Graf Rüdiger zu vereinigen. Nach dem Sieg Haynaus bei Temesvár besetzte der Banus Pancsova und erreichte am 16. August die Verbindung mit der Hauptarmee Haynaus in Új-Pécs.

## Kapitulation von Világos

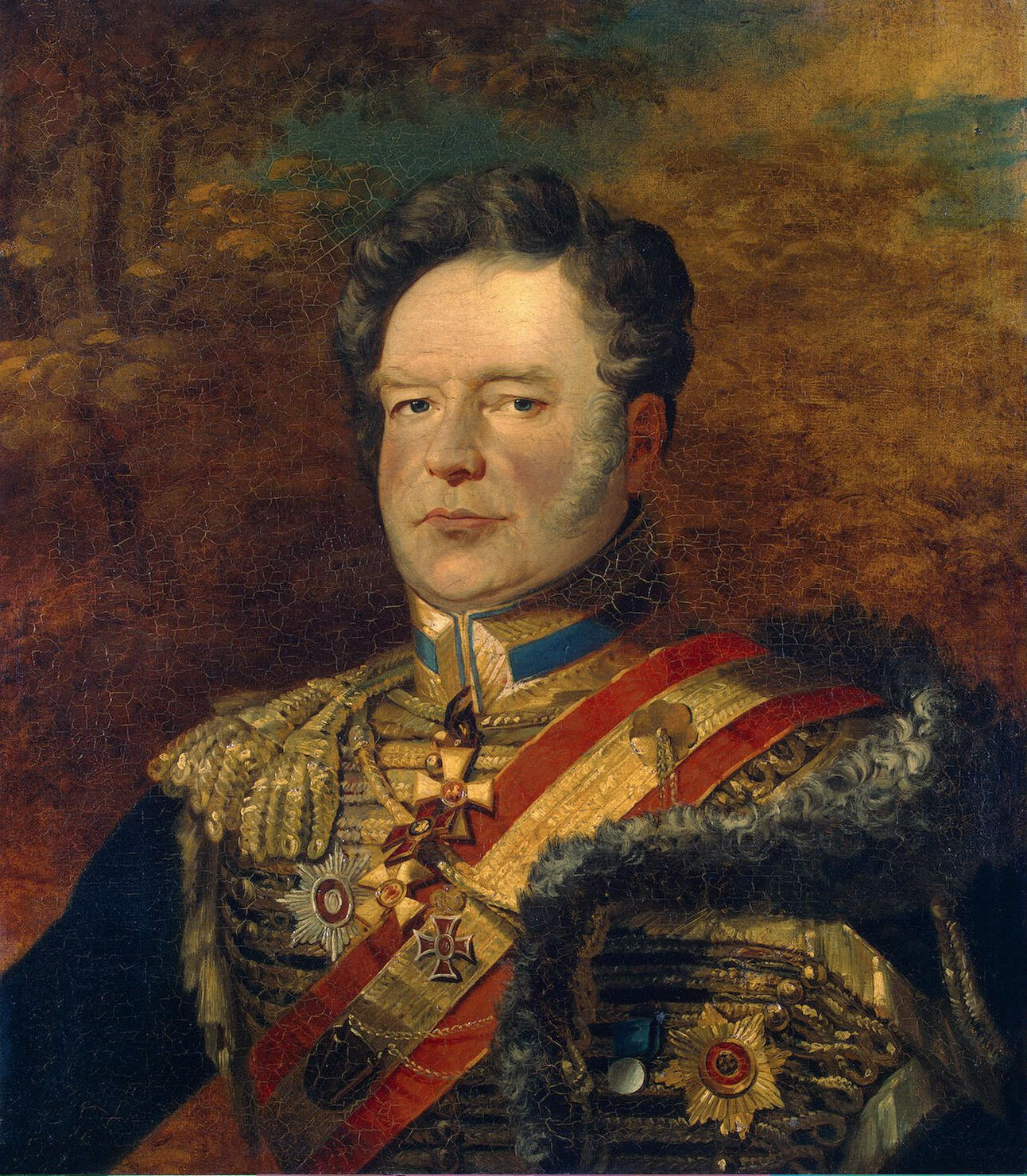
General Fjodor Wassiljewitsch Rüdiger

Nachdem am rechten Ufer der oberen Theiß keine ungarischen Truppen mehr standen, zog Paskiewitsch das Detachement des Generals Saß sowie das Gros des IV. Armeekorps an sich, ein Teil dieses Korps verblieb aber weiterhin unter dem Befehl des Generals der Kavallerie von Osten-Sacken am rechten Theiß-Ufer zurück. Generalleutnant Tscheodajew rückte mit seiner Division am 31. Juli nach Korom, am 2. August nach Szerenes und Zombor vor und nahm unweit Tokay Stellung. Darauf schob er seine Vorhut auf das linke Theiß-Ufer gegen Nyíregyháza vor, um die Verbindung mit Paskiewitsch bei Debreczin zu erreichen. Als die Nachricht einlief, dass Tokay von dem Armeekorps des G. d. K. Osten-Sacken besetzt war und sich Görgeys Armee bereits im Rückzuge befand, brach der Feldmarschall mit dem II. und III. Armeekorps zur Verfolgung auf und erreichte am 1. August Ujvaros. Die russische Hauptmacht siegte am 2. August in der Schlacht bei Debreczin über Görgey und zog am Abend in diese Stadt ein. Das Korps Grabbe wurde ab 3. August nach Nord-West-Ungarn zurückbeordert und traf am 10. August wieder in Altsohl ein. Das russische Korps unter General Grotenhjelm hatte derweil Klausenburg eingenommen und rückte weiter auf Sibo, dabei das ungarische Detachement von Kazinczy verfolgend.

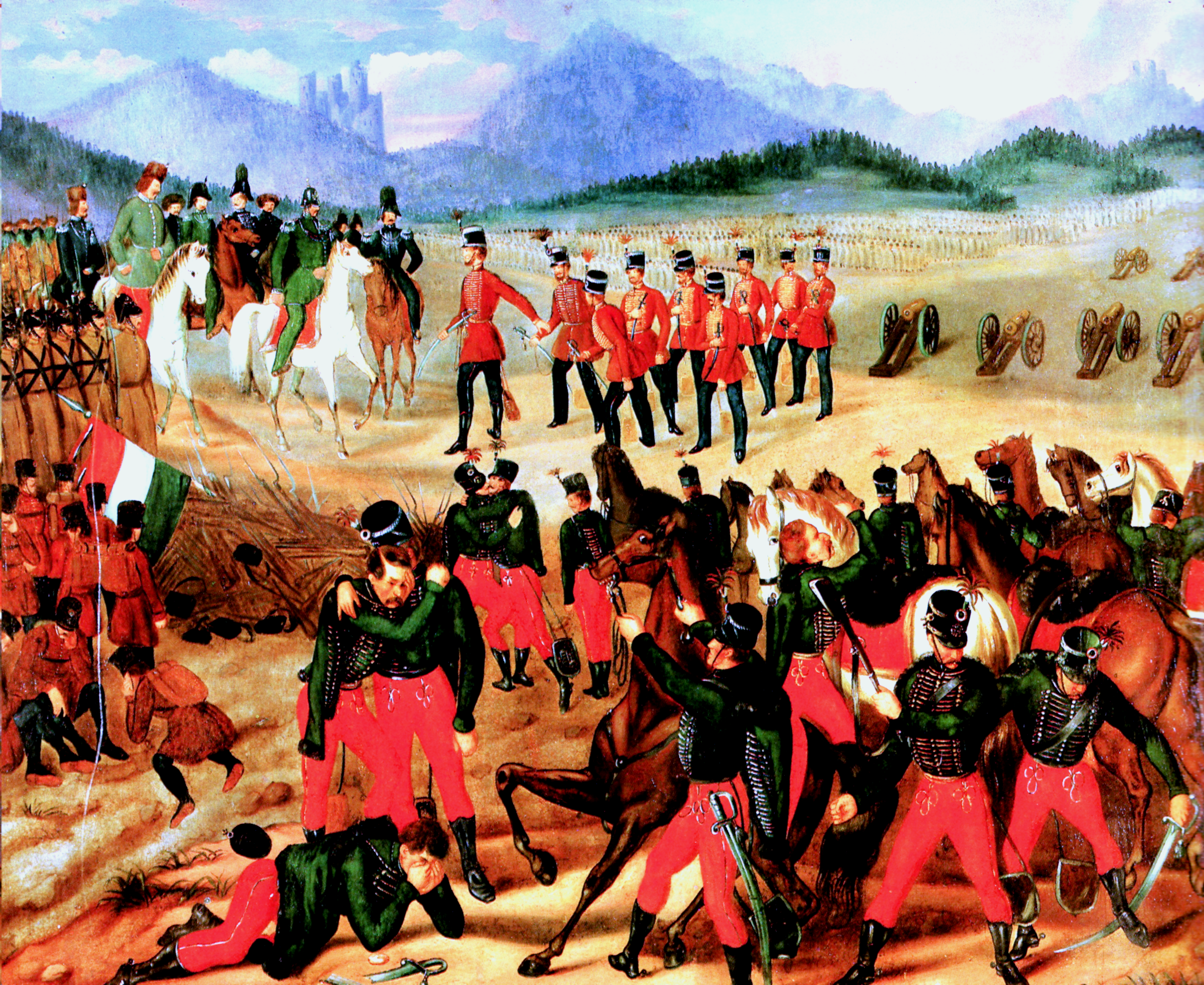
Kapitulation der ungarischen Armee in Világos 1849

Görgey war mit den restlichen Truppen seiner Hauptarmee, am linken Ufer der Theiß abwärts nach Arad abmarschiert, um den neuen Sitz der Regierung zu decken. Nachdem alle Aufrufe an andere europäische Mächte keinen Erfolg hatten, dankte Kossuth am 11. August zugunsten von Görgey ab, von dem er annahm, dass er der einzige General sei, der zur Rettung der Nation fähig sei. Görgey erhielt die Diktatur, verzweifelte aber an der Fortsetzung des weiteren Widerstandes und fasste den Beschluss, sich den Russen und nicht den verhassten Österreichern zu ergeben. Bereits am 13. August streckte Görgey mit 11. Generalen, 1426 Offizieren, 20.000 Mann Infanterie, 2000 Mann Kavallerie und 129 Geschützen im Flecken Világos vor den russischen Truppen unter General Rüdiger die Waffen und übergab seine Armee.

## Schlussakt des Krieges
Ein kleiner Rest der ungarischen Armee mit 4900 Offizieren und Soldaten unter den Führern Bem, Dembinski und Perczel rettete sich durch den Übertritt auf türkisches Territorium. Lajos Kossuth vergrub die ungarischen Krönungsinsignien nahe der Donau bei Orsova und entkam der Gefangennahme gleichfalls.
Am 16. August kapitulierte das Korps unter Oberst Kazinczy mit 10.000 Mann, am 17. August übergab General Damjanich die Festung Arad, am 7. September folgte schließlich die Kapitulation von Peterwardein. Nur die starke Festung Komorn, wo am 1. September das 2. Reserve-Korps unter FZM Nugent die Führung der Belagerung übernahm, hielt noch weiter unter General Klapka stand. Dieser leitete erst am 29. September mit Haynau Übergabeverhandlungen ein und erreichte am 2. Oktober eine ehrenvolle Kapitulation.
Feldzeugmeister Haynau blieb für einige Monate lang Statthalter von Ungarn und befahl am 6. Oktober 1849 die Exekution durch Erhängen der 13 Märtyrer von Arad.

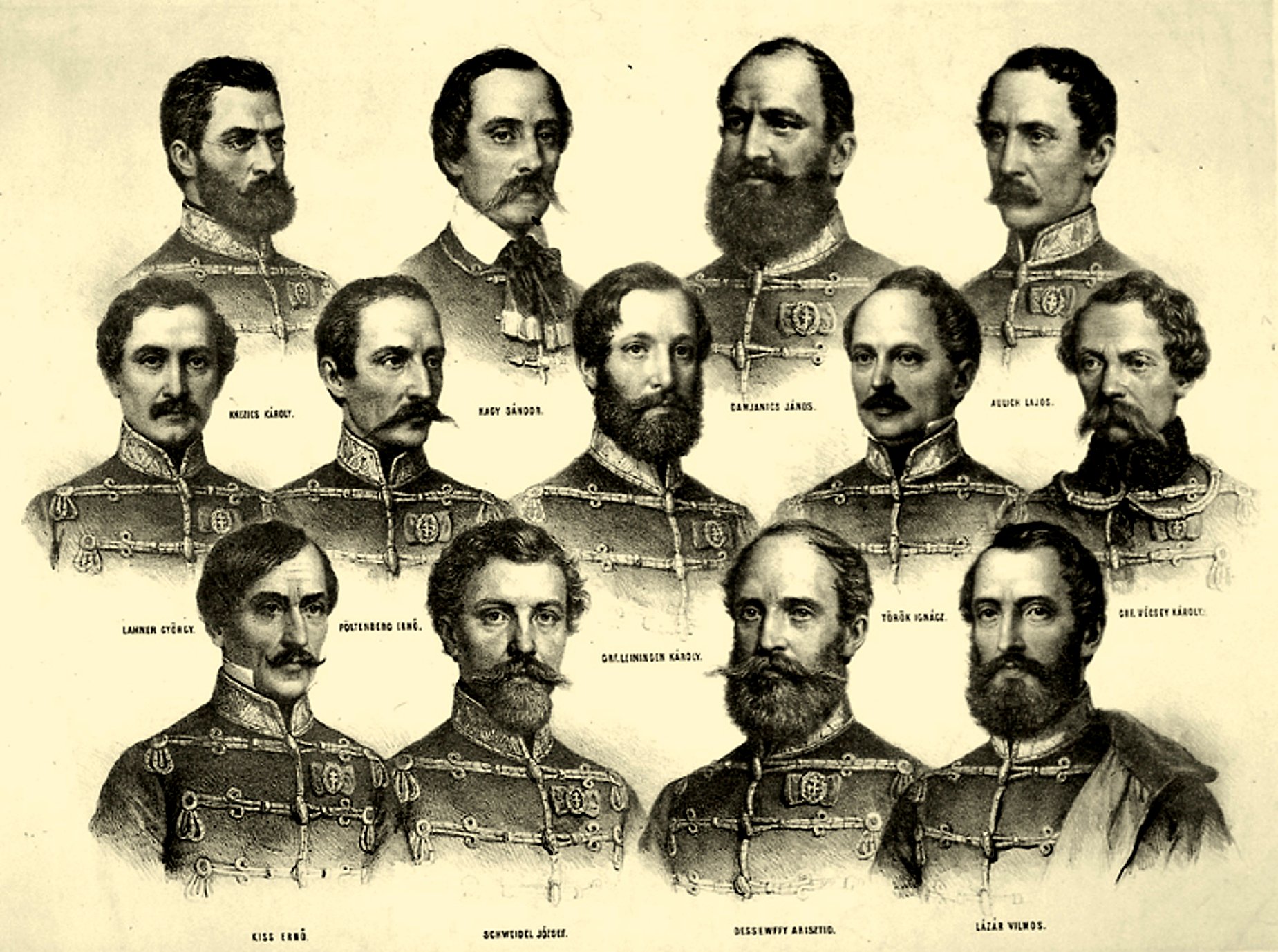
Die 13 Märtyrer von Arad, Lithographie von Miklós Barabás. Károly Knezić, József Nagy-Sándor, János Damjanich, Lajos Aulich, György Lahner, Ernő Poeltenberg, Károly Leiningen-Westerburg, Ignác Török, Károly Vécsey, Ernö Kiss, József Schweidel, Arisztid Dessewffy, Vilmos Lázár

Lajos Batthyány war schon mitten im Krieg gefangen genommen worden und wurde auf massiven Druck von Seiten Haynaus am selben Tag in Pest erschossen.

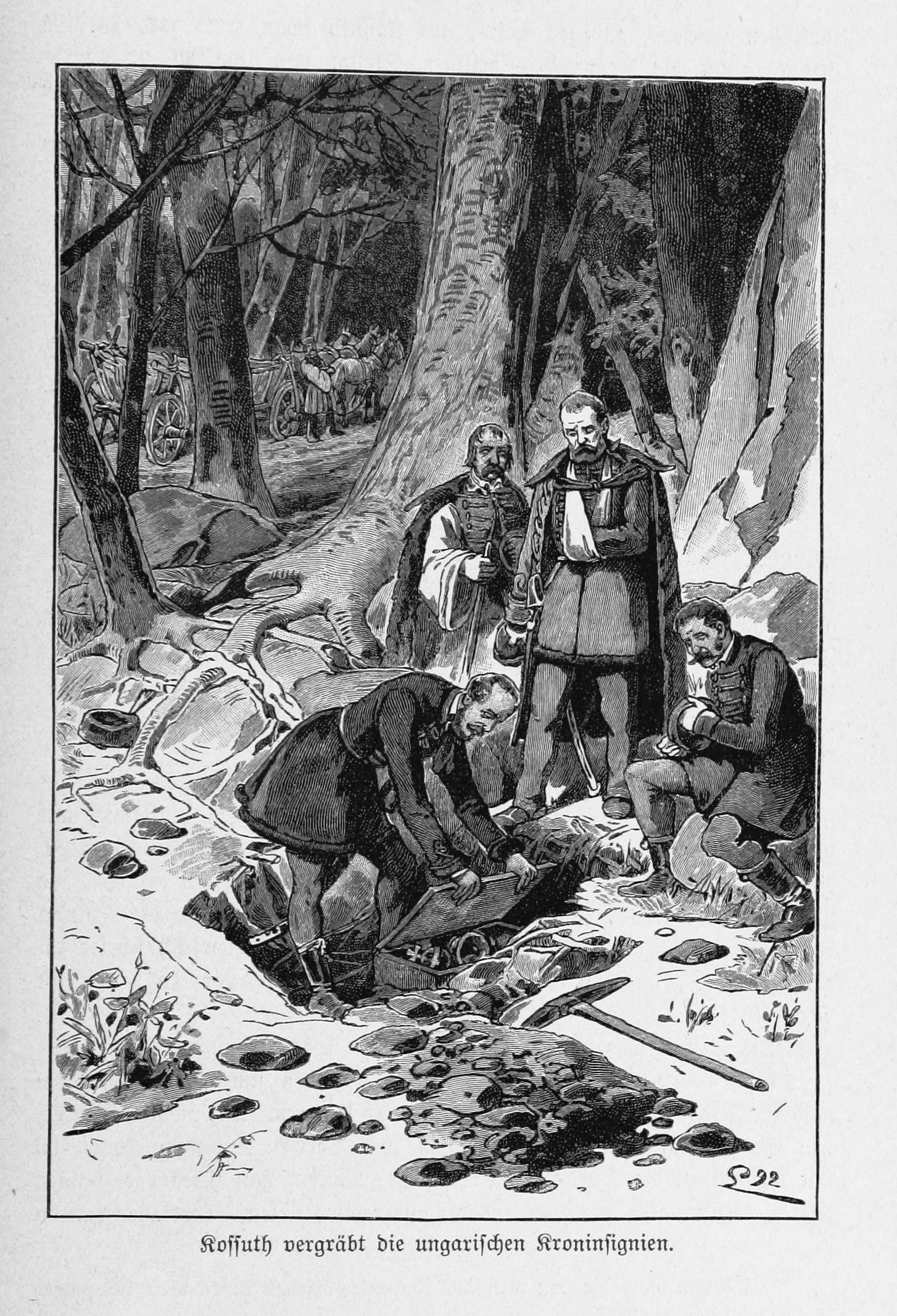
Lajos Kossuth vergräbt die ungarischen Kroninsignien in einem Wald nahe der Grenze zur Walachei.

Ende August wurde der Ban Jellacic an das kaiserliche Hoflager nach Wien berufen und den Beratungen über die Reorganisation von Kroatien, Slawonien und der Militärgrenze beigezogen, weil er über diese Länder genaue Kenntnisse besaß und ein entscheidendes Wort dabei mitsprechen konnte. Erzherzog Albrecht von Habsburg wurde vom Kaiser zum Statthalter des Königreich Ungarn bestellt und führte eine politische Umwandlung des Landes durch. Erst der Ausgleich mit Ungarn im Jahr 1866 brachte der besiegten Nation ein wenig mehr Autonomie.